# Liste der Biografien/Dur
Liste der Biografien |
Portal Biografien |
Personensuche
# |
A |
B |
C |
D |
E |
F |
G |
H |
I |
J |
K |
L |
M |
N |
O |
P |
Q |
R |
S |
T |
U |
V |
W |
X |
Y |
Z |
?
 
Da |
Db |
Dc |
Dd |
De |
Dg |
Dh |
Di |
Dj |
Dk |
Dl |
Dm |
Dn |
Do |
Dq |
Dr |
Ds |
Du |
Dv |
Dw |
Dy |
Dz
 
Dua |
Dub |
Duc |
Dud |
Due |
Duf |
Dug |
Duh |
Dui |
Duj |
Duk |
Dul |
Dum |
Dun |
Duo |
Dup |
Duq |
Dur |
Dus |
Dut |
Duu |
Duv |
Duw |
Dux |
Duy |
Duz
Die Liste der Biografien führt alle Personen auf, die in der deutschsprachigen Wikipedia einen Artikel haben. Dieses ist eine Teilliste mit 943 Einträgen von Personen, deren Namen mit den Buchstaben „Dur“ beginnt.

## Dur
- Dur, Anna Maria, niederländische Lied-, Konzert- und Opernsängerin, sowie Gesangspädagogin
- Dür, August (1824–1904), Schweizer Politiker
- Dür, Lorenz (1885–1936), österreichischer Politiker (CS), Landtagsabgeordneter
- Dür, Mily (1921–2016), schweizerische Schriftstellerin und Lyrikerin

### Dura
- Durá Ferrandis, Estrella (* 1963), spanische Politikerin (PSOE), MdEP, Psychologie-Professorin
- Dura, Antonio, italienischer römisch-katholischer Bischof
- Dura, İhsan Şeref (1901–1984), türkischer Generalleutnant und Politiker
- Dura, Joaquina (* 2005), argentinische Hochspringerin
- Dura, Regine (* 1963), deutsche Dokumentarfilmregisseurin, Theatermacherin und Autorin
- Dura, Scipione († 1551), italienischer römisch-katholischer Bischof
- Durach, Johann Baptist (1766–1832), deutscher Schriftsteller, Bibliothekar und Gymnasiallehrer
- Durack, Elizabeth (1915–2000), australische Künstlerin und Autorin
- Durack, Fanny (1889–1956), australische Schwimmerin
- Đurađ Branković (1377–1456), serbischer Fürst
- Đurađ II. Balšić († 1403), Fürst aus dem serbischen Adelsgeschlecht der Balšići
- Duraffour, Antonin (1879–1956), französischer Romanist und Dialektologe
- Duraffourg, Guy (* 1936), französischer Biathlet
- Durafour, Michel (1920–2017), französischer Politiker (UDSR, PRRRS, CR, UDF-Radical, MDR), Mitglied der Nationalversammlung und Senator, Schriftsteller
- Dürager, Markus (* 1990), österreichischer Skirennläufer
- Durairaj, Arockia Sebastian (* 1957), indischer Ordensgeistlicher, römisch-katholischer Erzbischof von Bhopal
- Duraisamy, Michael Bosco (1929–1999), indischer Geistlicher, römisch-katholischer Bischof von Salem
- Durak, Abdullah (* 1987), türkischer Fußballspieler
- Durak, Enis (* 1998), türkischer Fußballspieler
- Durak, Mirela (* 1990), kroatische Tischtennisspielerin
- Durak, Mustafa (* 1988), französisch-türkischer Fußballspieler
- Duraković, Jasmin (* 1966), bosnisch-herzegowinischer Filmregisseur, Filmproduzent und Drehbuchautor
- Duraković, Nijaz (1949–2012), jugoslawischer bzw. bosnischer Politologe und Politiker
- Duraković, Reuf (* 1994), österreichischer Fußballspieler
- Durakow, Nikolai Alexandrowitsch (1934–2024), sowjetischer Bandyspieler
- Durald Arkapaw, Autumn (* 1979), US-amerikanische Kamerafrau
- Duraliew, Osman (1939–2011), bulgarischer Ringer
- Durameau, Louis-Jacques (1733–1796), französischer Historien-, Porträt-, Genre- und Dekorationsmaler
- Durán Ballén, Sixto (1921–2016), ecuadorianischer Politiker, Präsident von Ecuador (1992–1996)
- Durán Berríos, Mario Luis (* 1964), bolivianischer römisch-katholischer Geistlicher, Weihbischof in La Paz
- Durán Cartín, Carlos (1852–1924), Präsident Costa Ricas
- Durán Castro, Ernesto (* 1948), chilenischer bildender Künstler, Keramikkünstler und Bildhauer
- Duran Cohen, Ilan (* 1963), französischer Filmregisseur, Drehbuchautor, Filmproduzent und Schriftsteller
- Duran i Pejoán, Josep († 1802), katalanischer Komponist für Opern und geistliche Musik
- Durán Lazo, Hernán Isaías (* 1976), bolivianischer Politiker, Mitglied des Abgeordnetenhauses
- Durán Tineo, José Amable (* 1971), dominikanischer römisch-katholischer Geistlicher, Weihbischof in Santo Domingo
- Durán, Agustín (1789–1862), spanischer Literaturwissenschaftler
- Durán, Antonio (1924–2009), spanischer Fußballspieler und -trainer
- Durán, Arkaitz (* 1986), spanischer Radrennfahrer
- Duran, Bahattin (* 1975), türkischer Fußballschiedsrichterassistent
- Duran, Cassius (* 1979), brasilianischer Wasserspringer
- Durán, Diego, spanischer Ordensgeistlicher, Historiker und Schriftsteller
- Duran, Eddie (1925–2019), US-amerikanischer Jazz-Gitarrist
- Durán, Elena (* 1949), amerikanische Flötistin
- Duran, Enric (* 1976), spanischer antikapitalistischer Aktivist
- Duran, Enver (* 1945), türkischer Mediziner; Rektor der Trakya Universität Edirne
- Duran, Fatih (* 1987), deutsch-türkischer Fußballspieler
- Durán, Guillermo (* 1988), argentinischer Tennisspieler
- Duran, Güzide, türkische Schauspielerin und Model
- Duran, Hakan (* 1984), österreichischer Fußballspieler
- Durán, Hilario (* 1953), kubanisch-kanadischer Jazzmusiker und Komponist
- Durán, Jaime (* 1884), spanischer Radrennfahrer
- Durán, Jhon (* 2003), kolumbianischer FußballspielerJhon Durán (* 2003)

Jhon Durán (* 2003)

- Durán, Jorge (1924–1989), argentinischer Tangosänger
- Durán, José Manuel (* 1945), spanischer Boxer
- Durán, Julián, mexikanischer Fußballspieler
- Durán, Luis (* 1979), chilenischer Fußballspieler
- Durán, Marconi (* 1980), costa-ricanischer Straßenradrennfahrer
- Durán, María Ángeles (* 1942), spanische Soziologin
- Duran, Massimiliano (* 1963), italienischer Boxsportler, Weltmeister (WBC, Cruisergewicht)
- Durán, Milagros (* 2000), dominikanische Sprinterin
- Durán, Roberto (* 1951), panamaischer BoxerRoberto Durán (* 1951)

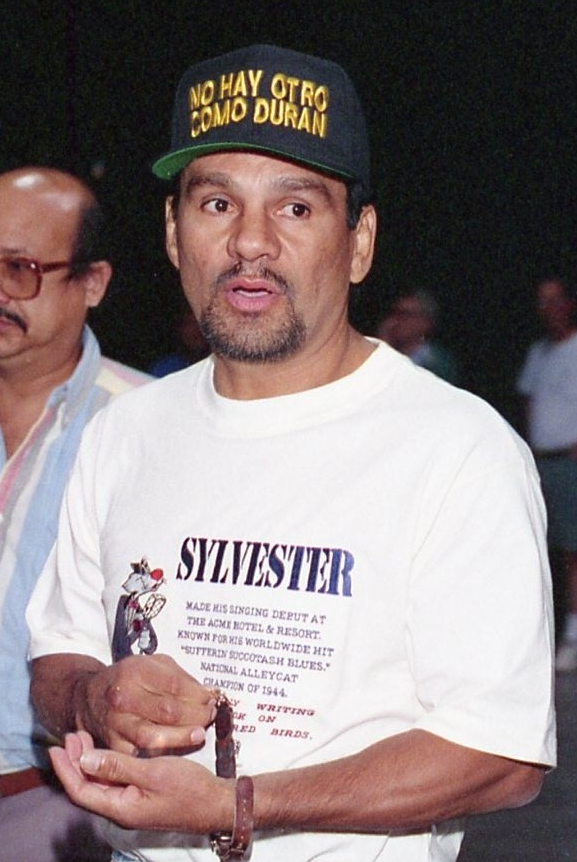
Roberto Durán (* 1951)

- Duran, Roxane (* 1993), österreichisch-französische Schauspielerin
- Durán, Salvador (* 1985), mexikanischer Automobilrennfahrer
- Duran, Sargon (* 1987), österreichischer Fußballspieler
- Duran, Schimon ben Tsemach (1361–1444), mittelalterlicher jüdischer Gelehrter und Rabbiner
- Durán, Ubire (* 1920), uruguayischer Fußballspieler
- Durán, Victorina (1899–1993), spanische Bühnen- und Kostümbildnerin, Hochschullehrerin und Malerin
- Durán-Ballén, Sixto E. (1899–1986), ecuadorianischer Botschafter
- Durán-Jordà, Frederic (1905–1957), spanischer Arzt und Hämatologe
- Durana, Anna Duque y González de (* 1976), deutsch-spanische Kunsthistorikerin
- Durana, José (* 1960), chilenischer Senator
- Durance, Erica (* 1978), kanadische SchauspielerinErica Durance (* 1978)

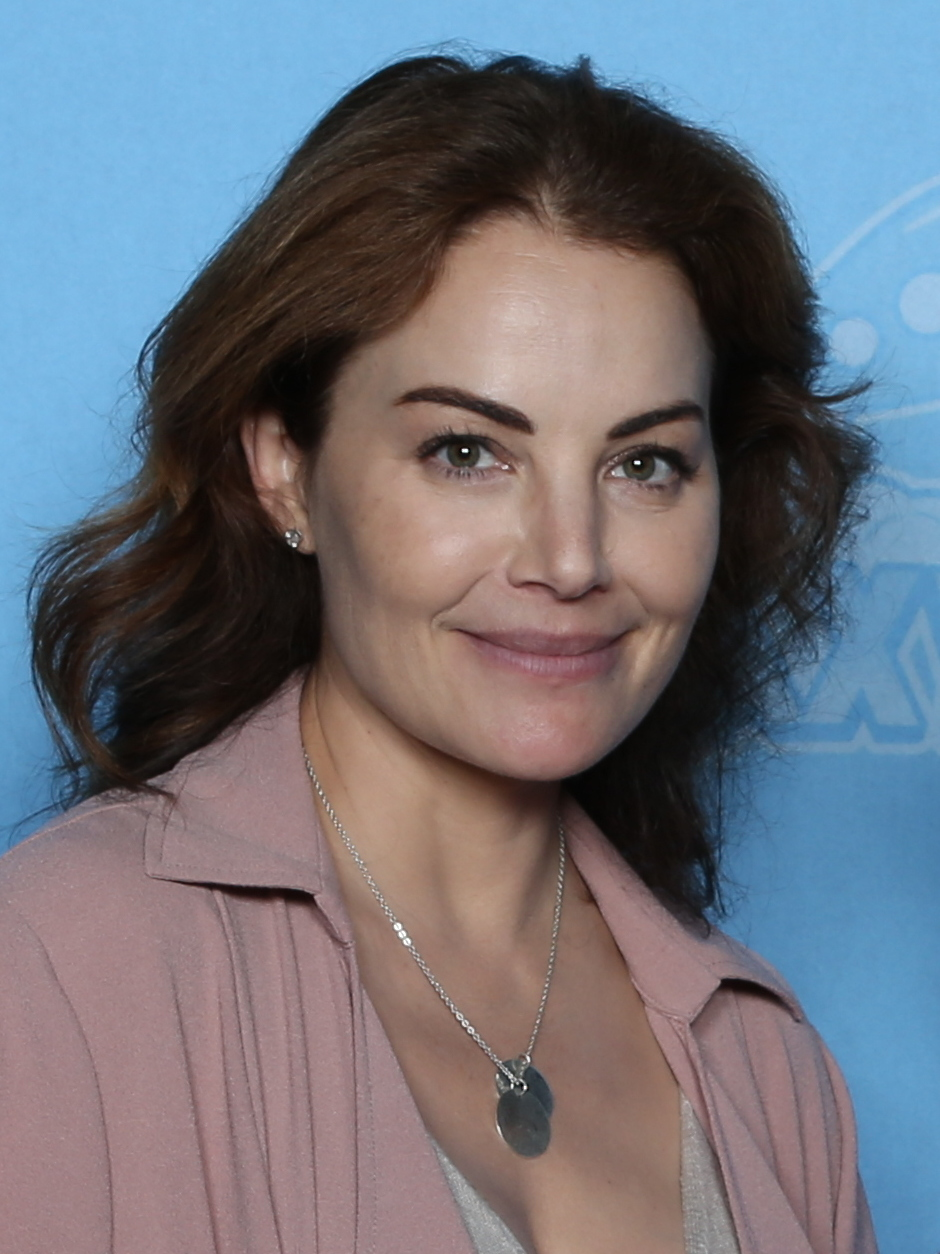
Erica Durance (* 1978)

- Durancy, Mademoiselle (1746–1780), Bühnenschauspielerin
- Durand de la Penne, Luigi (1914–1992), italienischer Marineoffizier und Politiker
- Durand Flórez, Ricardo (1917–2004), peruanischer Geistlicher, katholischer Bischof
- Durand Laguna, José (1885–1965), argentinischer Fußballspieler und -trainer
- Durand Linois, Charles-Alexandre Léon (1761–1848), französischer Admiral
- Durand von Lüttich († 1025), Bischof von Lüttich
- Durand, Anahí (* 1978), peruanische Rechtsanwältin und Politikerin
- Durand, André (1807–1867), französischer Maler, Zeichner und Lithograf
- Durand, André (1912–2008), Schweizer Delegierter des Internationalen Komitees vom Roten Kreuz und Autor historischer Veröffentlichungen
- Durand, Angèle (1925–2001), belgische Sängerin und Schauspielerin
- Durand, Anton Friedrich, hannoverscher Hotelier, Weinhändler, Koch und Kochbuch-Herausgeber
- Durand, Asher Brown (1796–1886), nordamerikanischer Maler
- Durand, Auguste (1830–1909), französischer Verleger, Organist und Komponist
- Durand, Bruno (1890–1975), französischer Bibliothekar, Provenzalist, Romanist und Dichter
- Durand, Catherine (* 1971), kanadische Sängerin und Musikerin
- Durand, Claude (1938–2015), französischer Verleger, Übersetzer und Autor
- Durand, Elie-Antoine (1888–1939), französischer Geistlicher und römisch-katholischer Bischof von Montauban
- Durand, Émile (1830–1903), französischer Komponist und Musikpädagoge
- Durand, Étienne, französischer Tennisspieler
- Durand, Florentin (* 1982), französischer Skispringer
- Durand, François (* 1973), französischer römisch-katholischer Geistlicher, Bischof von Valence
- Durand, Georg (1811–1873), deutscher Genremaler
- Durand, George H. (1838–1903), US-amerikanischer Jurist und Politiker
- Durand, Georges (1864–1941), französischer Motorsportfunktionär
- Durand, Gilbert (1921–2012), französischer Philosoph, Soziologe und Anthropologe
- Durand, Gilles (* 1952), kanadischer Radrennfahrer
- Durand, Godefroy (1832–1896), französischer Illustrator und Zeichner
- Durand, Henry Mortimer (1850–1924), Außenminister der Britischen Kolonie Indien
- Durand, Jacky (* 1967), französischer RadrennfahrerJacky Durand (* 1967)

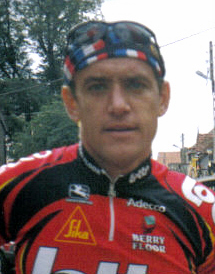
Jacky Durand (* 1967)

- Durand, Jean (1865–1936), französischer Arzt und Politiker
- Durand, Jean (1882–1946), französischer Regisseur
- Durand, Jean-Nicolas-Louis (1760–1834), französischer Architekt
- Durand, Jérémie (* 1986), französischer Skirennläufer
- Durand, Johann (* 1981), französischer Fußballtorhüter
- Durand, Kevin (* 1974), kanadischer SchauspielerKevin Durand (* 1974)

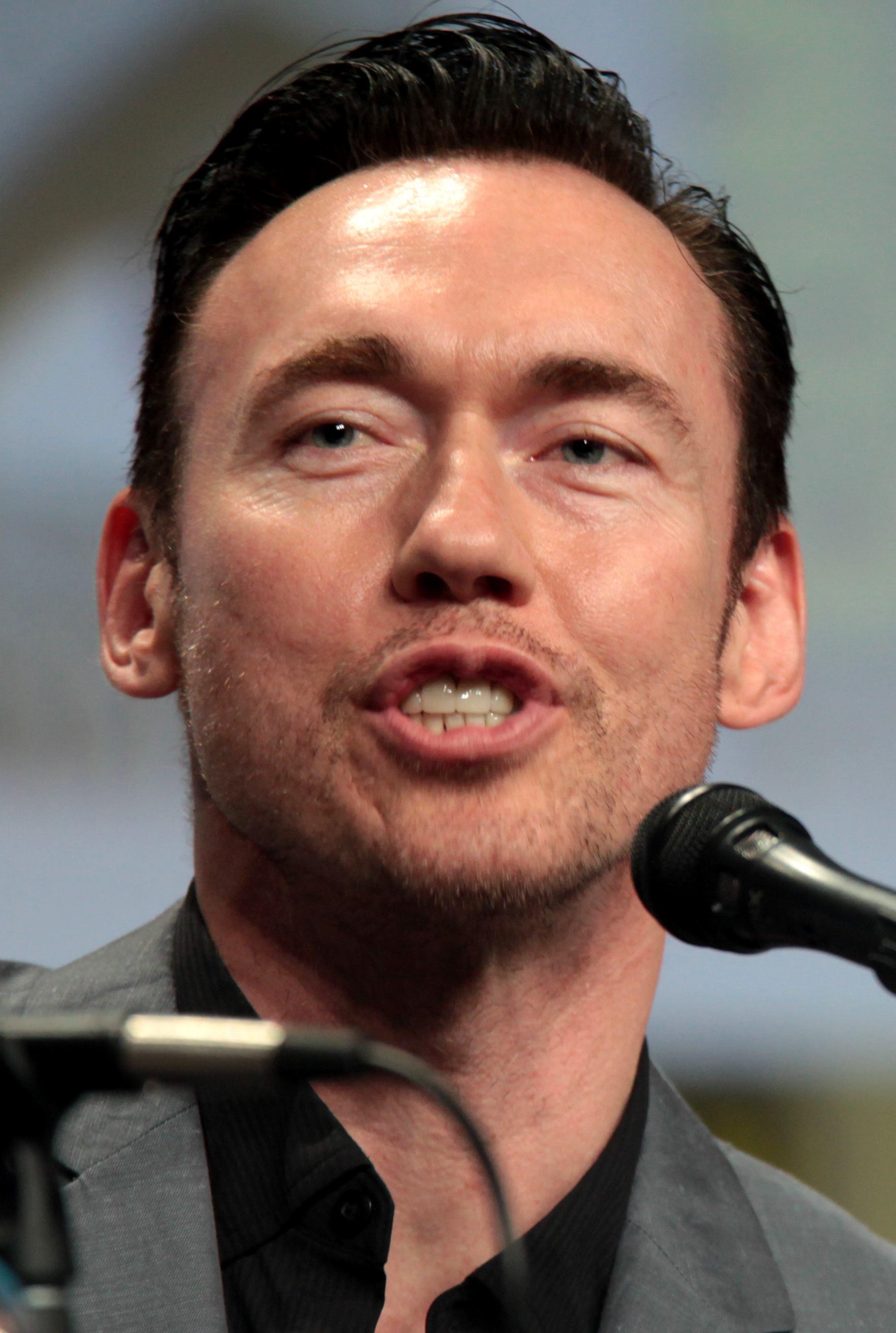
Kevin Durand (* 1974)

- Durand, Laurent (1712–1763), französischer Verleger
- Durand, Léon (1878–1945), französischer römisch-katholischer Bischof von Oran
- Durand, Luc (1935–2000), kanadischer Schauspieler, Regisseur und Autor
- Durand, Marc (* 1949), kanadischer Pianist und Musikpädagoge
- Durand, Marguerite (1864–1936), französische Schauspielerin, Journalistin und Suffragette
- Durand, Marie (1711–1776), französische Hugenottin, die 38 Jahre lang im "Tour de Constance" von Aigues-Mortes gefangen war
- Durand, Meira (* 2000), deutsche Schauspielerin
- Durand, Nathalie, französische Kamerafrau
- Durand, Nicolas (1739–1830), französischer Architekt
- Durand, Oswald (1840–1906), haitianischer Schriftsteller französischer und kreolischer Sprache
- Durand, Pascal (* 1960), französischer Politiker
- Durand, Paul (1907–1977), französischer Komponist und Arrangeur
- Durand, Paul (1925–1977), französischer Illustrator und Maler
- Durand, Paul (1930–2019), französischer Schriftsteller
- Durand, Peter (1766–1822), britischer Händler und Entwickler der Konservendose
- Durand, Pierre (1923–2002), französischer Kämpfer in der Résistance
- Durand, Pierre (1935–1998), französischer Komponist
- Durand, Pierre (* 1955), französischer SpringreiterPierre Durand (* 1955)

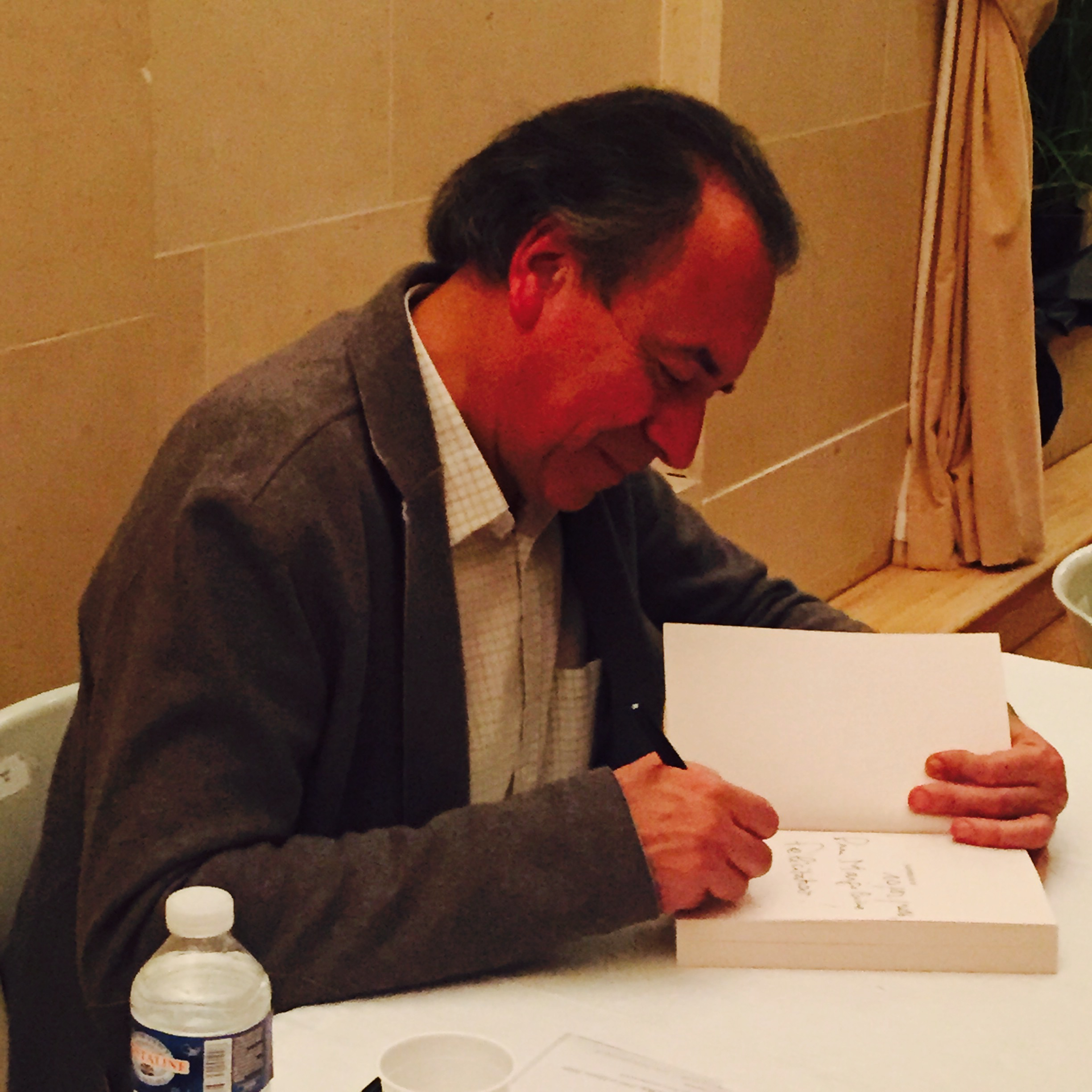
Pierre Durand (* 1955)

- Durand, Raymond (1908–1989), französischer Fußballspieler
- Durand, Raymund (1924–2008), deutscher Jurist, Oberbürgermeister in Völklingen
- Durand, René (1927–2013), französischer Theaterleiter und Schauspieler
- Durand, Simon (1838–1896), Schweizer Genre- und Porträtmaler sowie Zeichner und Aquarellist
- Durand, Solène (* 1994), französische Fußballspielerin
- Durand, Théophile (1855–1912), belgischer Botaniker
- Durand, Ursin (1682–1771), französischer Benediktiner der Mauriner-Kongregation und Historiker
- Durand, William Frederick (1859–1958), US-amerikanischer Ingenieur
- Durand, Yohan (* 1985), französischer Langstreckenläufer
- Durand-Claye, Alfred (1841–1888), französischer Wasserbauingenieur
- Durand-Delga, Michel (1923–2012), französischer Geologe und Geologie-Historiker
- Durand-Reynaldo, Mathias (* 1975), französischer Maler des Realismus
- Durand-Ruel, Paul (1831–1922), französischer Galerist und KunsthändlerPaul Durand-Ruel (1831–1922)

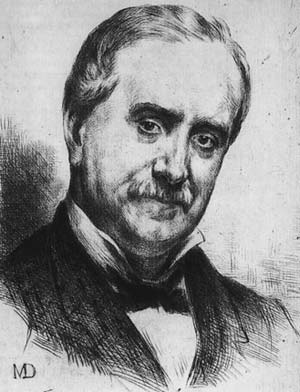
Paul Durand-Ruel (1831–1922)

- Durand-Wever, Anne-Marie (1889–1970), deutsche Gynäkologin und Mitbegründerin von Pro Familia
- Durandal, Segundo, bolivianischer Fußballspieler
- Durandi, Jacopo (1739–1817), italienischer Schriftsteller, Librettist und Historiker
- Durando, Carlo (1887–1969), italienischer Radrennfahrer
- Durando, Giacomo (1807–1894), italienischer General und Staatsmann
- Durando, Giovanni (1804–1869), italienischer Generalleutnant
- Durando, Marcantonio (1801–1880), italienischer Ordenspriester
- Durandt, Cliff (1940–2002), südafrikanischer Fußballspieler
- Durandus von Mende († 1296), französischer Kanonist und Liturgiker, Bischof von Mende
- Durandus von St. Pourçain († 1334), Theologe, Philosoph und Bischof von Limoux
- Durandy, Joseph (1834–1912), französischer Ingenieur und Politiker
- Durang, Christopher (1949–2024), US-amerikanischer Dramatiker und Schauspieler
- Durango, John (* 1977), kolumbianischer Bahn- und Straßenradrennfahrer
- Durani, Salim (1934–2023), indischer Cricketspieler
- Durano, Giustino (1923–2002), italienischer Schauspieler
- Durano, Jimmy (* 1986), US-amerikanischer Pornodarsteller
- Durano, Joseph (* 1970), philippinischer Politiker
- Duranona, Julián (* 1965), kubanisch-isländischer Handballspieler
- Durañona, Walter, uruguayischer Schwimmer
- Durañona, Yordanys (* 1988), dominicanischer Dreispringer
- Đuranović, Veselin (1925–1997), jugoslawischer Politiker
- Duranspahić, Admir (* 1987), bosnischer Tischtennisspieler
- Durant de Mareuil, Joseph (1769–1855), französischer Diplomat
- Durant de Saint André, Esprit André (1777–1860), französischer Diplomat und Generalkonsul
- Durant, Albert (1892–1958), belgischer Wasserballer
- Durant, Ariel (1898–1981), US-amerikanische Schriftstellerin
- Durant, August (1790–1852), deutscher Theaterschauspieler
- Durant, Cole (* 1991), australischer Beachvolleyballspieler
- Durant, Daniel (* 1989), US-amerikanischer Film- und Theaterschauspieler
- Durant, Dennis (* 1970), amerikanisch-deutscher Sänger, Komponist, Schauspieler und Moderator
- Durant, Dilhan (* 1996), deutscher Basketballspieler
- Durant, Don (1932–2005), US-amerikanischer Schauspieler
- Durant, Emil von (1799–1873), deutscher Landrat und Abgeordneter
- Durant, Emil von (1839–1894), deutscher Rittergutsbesitzer und Politiker
- Durant, Franz (1927–2015), deutscher Verwaltungsbeamter, Gemeindedirektor und Stadtdirektor von Wesseling
- Durant, Henry (1802–1875), US-amerikanischer Theologe und Hochschullehrer
- Durant, Hugh (1877–1916), britischer Sportschütze
- Durant, Isabel (* 1991), australische Schauspielerin und TänzerinIsabel Durant (* 1991)

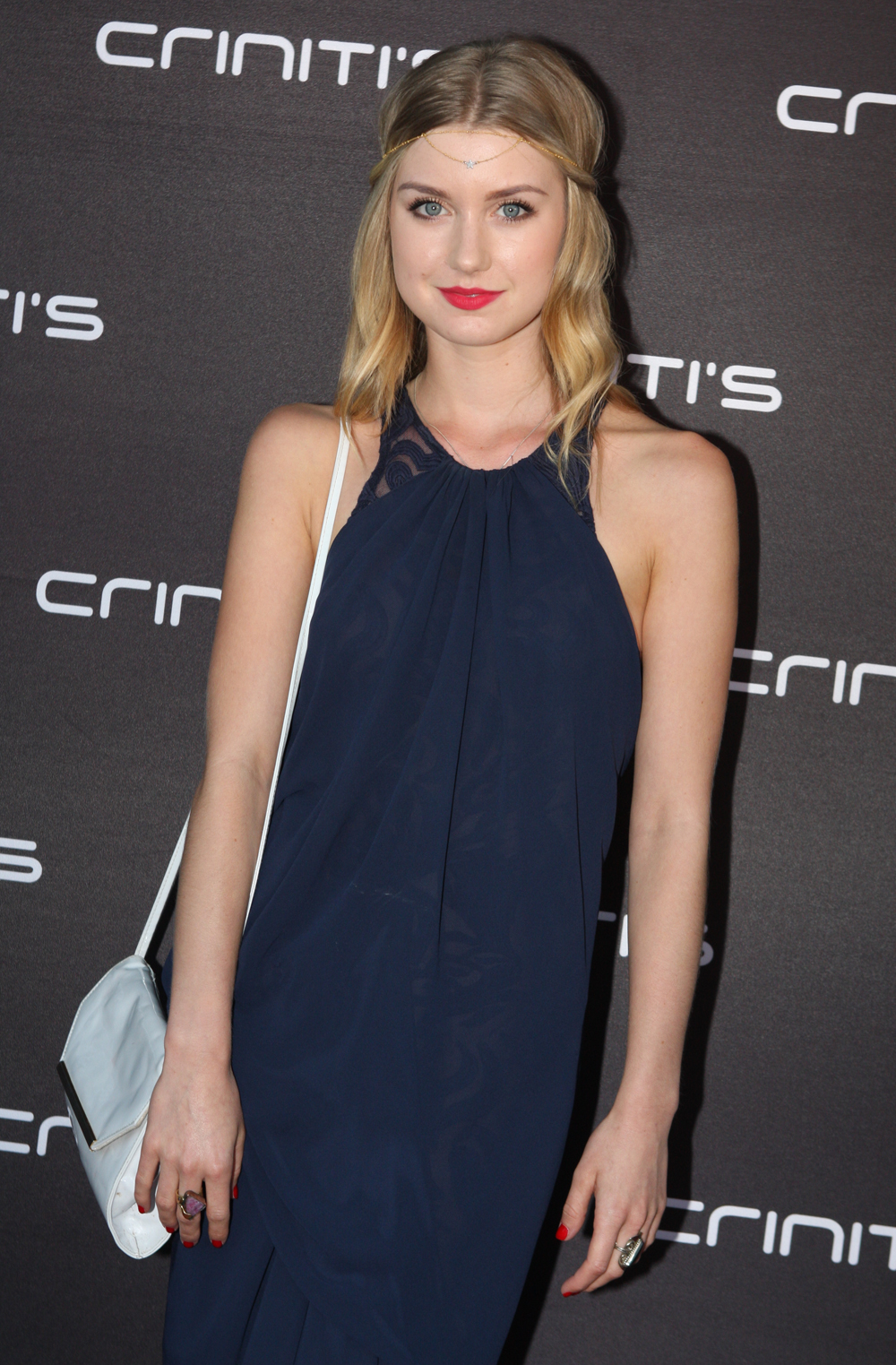
Isabel Durant (* 1991)

- Durant, Isabelle (* 1954), belgische Politikerin, MdEP
- Durant, Joaquim (* 1991), belgischer Straßenradrennfahrer
- Durant, Joe (* 1964), US-amerikanischer Golfsportler
- Durant, Kamaria (* 1991), Leichtathletin aus Trinidad und Tobago
- Durant, Kevin (* 1988), US-amerikanischer Basketballspieler
- Durant, Michael J. (* 1961), US-amerikanischer HubschrauberpilotMichael J. Durant (* 1961)

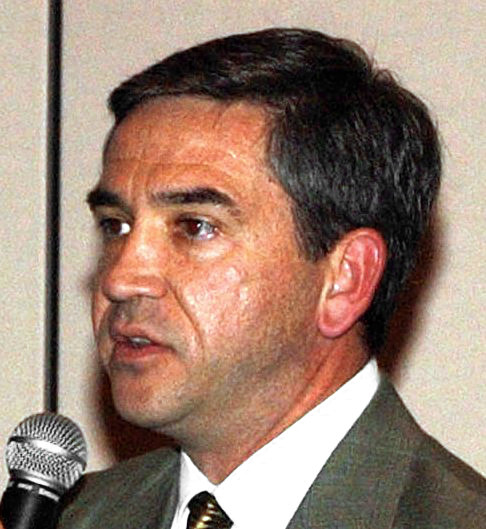
Michael J. Durant (* 1961)

- Durant, Paul Charles, Komponist und Lautenist
- Durant, Sam (* 1961), US-amerikanischer Bildhauer und Installationskünstler
- Durant, Scott (* 1988), britischer Ruderer
- Durant, Will (1885–1981), US-amerikanischer Philosoph und Schriftsteller
- Durant, William (1861–1947), Gründer von General Motors
- Durantaye, Katharina de la (* 1975), deutsche Rechtswissenschaftlerin
- Durante, Adriano (1940–2009), italienischer Radrennfahrer
- Durante, Ambra (* 2000), italienisch-deutsche Zeichnerin
- Durante, Andrew (* 1982), australisch-neuseeländischer Fußballspieler
- Durante, Anita (1897–1994), italienische Schauspielerin
- Durante, Annalisa (1990–2004), italienisches Opfer der Mafia
- Durante, Castore (1529–1590), italienischer Arzt und Botaniker
- Durante, Domenico (1879–1944), italienischer Fußballspieler und Maler
- Durante, Francesca (* 1997), italienische Fußballtorhüterin
- Durante, Francesco (1684–1755), italienischer Komponist
- Durante, Hanka (* 1976), deutsche Volleyballspielerin
- Durante, Jimmy (1893–1980), US-amerikanischer KomikerJimmy Durante (1893–1980)

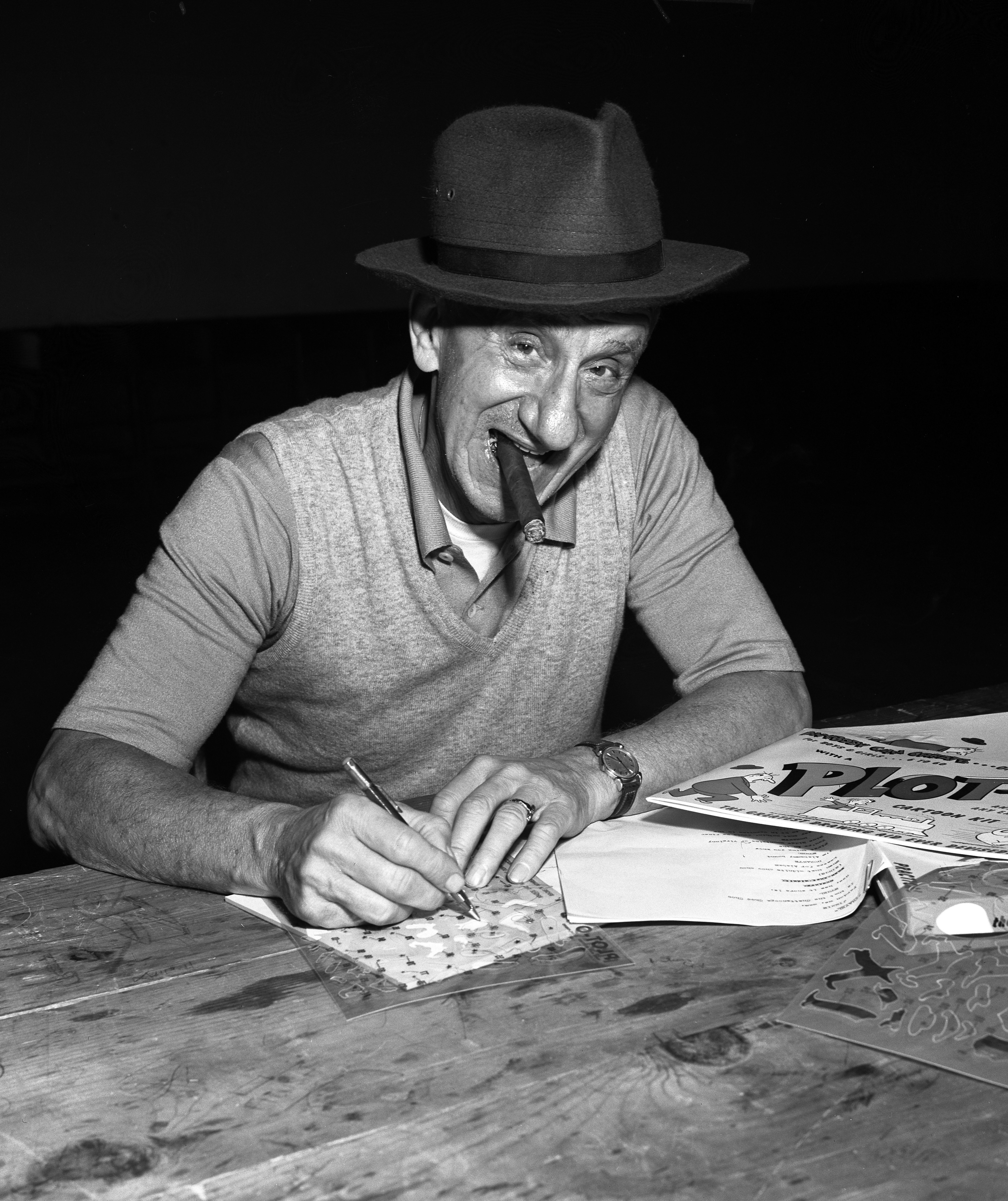
Jimmy Durante (1893–1980)

- Durante, Silvestro († 1672), italienischer Kirchenmusiker und Komponist
- Duranthon, Antoine (1736–1793), französischer Revolutionär, Finanzminister und Justizminister
- Duranti, Doris (1917–1995), italienische Schauspielerin
- Duranti, Pietro (1710–1786), italienischer Gobelinweber
- Duranti-Lironcourt, François-Camille (1733–1802), französischer Geistlicher
- Duranty, Edmond (1833–1880), französischer Schriftsteller und Kunstkritiker
- Duranty, Walter (1884–1957), britischer Journalist und Pulitzer-Preisträger
- Duranville, Julien (* 2006), belgischer Fußballspieler
- Durão, Américo (1894–1969), portugiesischer Lyriker und Dramatiker
- Durão, Joaquim (1930–2015), portugiesischer Schachmeister
- Durão, Manuel (* 1987), portugiesischer Komponist und Dirigent
- Durão, Ricardo (1928–2021), portugiesischer Moderner Fünfkämpfer und General
- Durão, Rita (* 1976), portugiesische Schauspielerin
- Durarbəyli, Vasif (* 1992), aserbaidschanischer Schachspieler
- Duras, Claire de (1777–1828), französische Schriftstellerin und Salonnière
- Duras, Fritz (1896–1965), deutscher und australischer Arzt, Hochschullehrer und Forscher
- Duras, Marguerite (1914–1996), französische Schriftstellerin, Drehbuchautorin und FilmregisseurinMarguerite Duras (1914–1996)

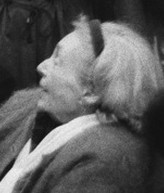
Marguerite Duras (1914–1996)

- Duras, Mary (1898–1982), österreichisch-tschechisch-deutsche Bildhauerin
- Duras, Oldřich (1882–1957), tschechischer Schachmeister und Studienkomponist
- Đurasek, Kristijan (* 1987), kroatischer Radrennfahrer
- Durasovic, Viktor (* 1997), norwegischer Tennisspieler
- Durastanti, Claudia (* 1984), italienische Schriftstellerin und Übersetzerin
- Durastanti, Margherita, italienische Opernsängerin der Stimmlagen Sopran und Mezzosopran
- Durat, Jean de (1839–1881), französischer Zisterzienserabt
- Durat, Jean-François (1736–1830), französischer Militär und Gouverneur von Grenada
- Duratius, Häuptling der Piktonen
- Durău, Cornel (* 1957), rumänischer Handballspieler
- Dürauer, Norbert (* 1986), österreichischer Radrennfahrer
- Duray, Arthur (1882–1954), französisch-US-amerikanischer Automobilrennfahrer
- Duray, Leon (1894–1956), US-amerikanischer Autorennfahrer
- Duray, Miklós (1945–2022), slowakischer Politiker und Publizist der ungarischen Minderheit in der Slowakei
- Durazzo, Cesare (1593–1680), Genueser Doge
- Durazzo, Giacomo (1717–1794), italienischer Diplomat, Theaterintendant und Kunstmäzen
- Durazzo, Marcello (1633–1710), Nuntius, Kardinal und Bischof
- Durazzo, Marcello (1710–1791), Doge der Republik Genua (1767–1769)
- Durazzo, Pietro (1560–1631), italienischer Politiker und der 93. Doge der Republik Genua
- Durazzo, Pietro (1632–1699), italienischer Politiker und der 102. Doge der Republik Genua
- Durazzo, Stefano (1594–1667), italienischer Kardinal und Erzbischof
- Durazzo, Stefano († 1744), 152. Doge von Genua und König von Korsika

### Durb
- Durbach, Rodney (* 1972), südafrikanischer Squashspieler
- Durban, Alan (* 1941), walisischer Fußballspieler und -trainer
- Durban, Andreas (* 1964), deutscher Schauspieler
- D’Urban, Benjamin (1777–1849), britischer Armeeoffizier und Gouverneur
- Durban, Manfred (1942–2016), deutscher Schlagersänger
- Durban-Hofmann, Erika (1922–2005), deutsche Malerin, Grafikerin und Buchautorin
- D’Urbano, Alba (* 1955), italienische Künstlerin und Hochschullehrerin
- Durbano, Steve (1951–2002), kanadischer Eishockeyspieler
- Durbano, Walter (* 1963), italienischer Marathonläufer
- Durbec, Aimé (1902–1991), französischer Fußballspieler
- Dürbeck, Hermann (1928–1982), deutscher Politiker (CSU), MdL
- Dürbeck, Joachim (* 1967), deutscher Filmmusik-Komponist und Musikproduzent
- Durben, Friedel (* 1965), deutscher Polizist und Hochschuldirektor
- Dürbig, Alfred (1861–1930), deutscher Staatsanwalt und Richter in Bayern, zuletzt Präsident des Oberlandesgerichts Augsburg
- Durbin, Deanna (1921–2013), kanadische Schauspielerin und SängerinDeanna Durbin (1921–2013)

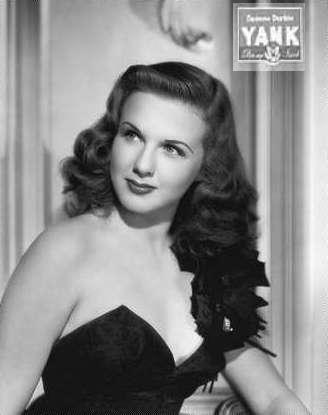
Deanna Durbin (1921–2013)

- Durbin, Dick (* 1944), US-amerikanischer Politiker der Demokratischen ParteiDick Durbin (* 1944)

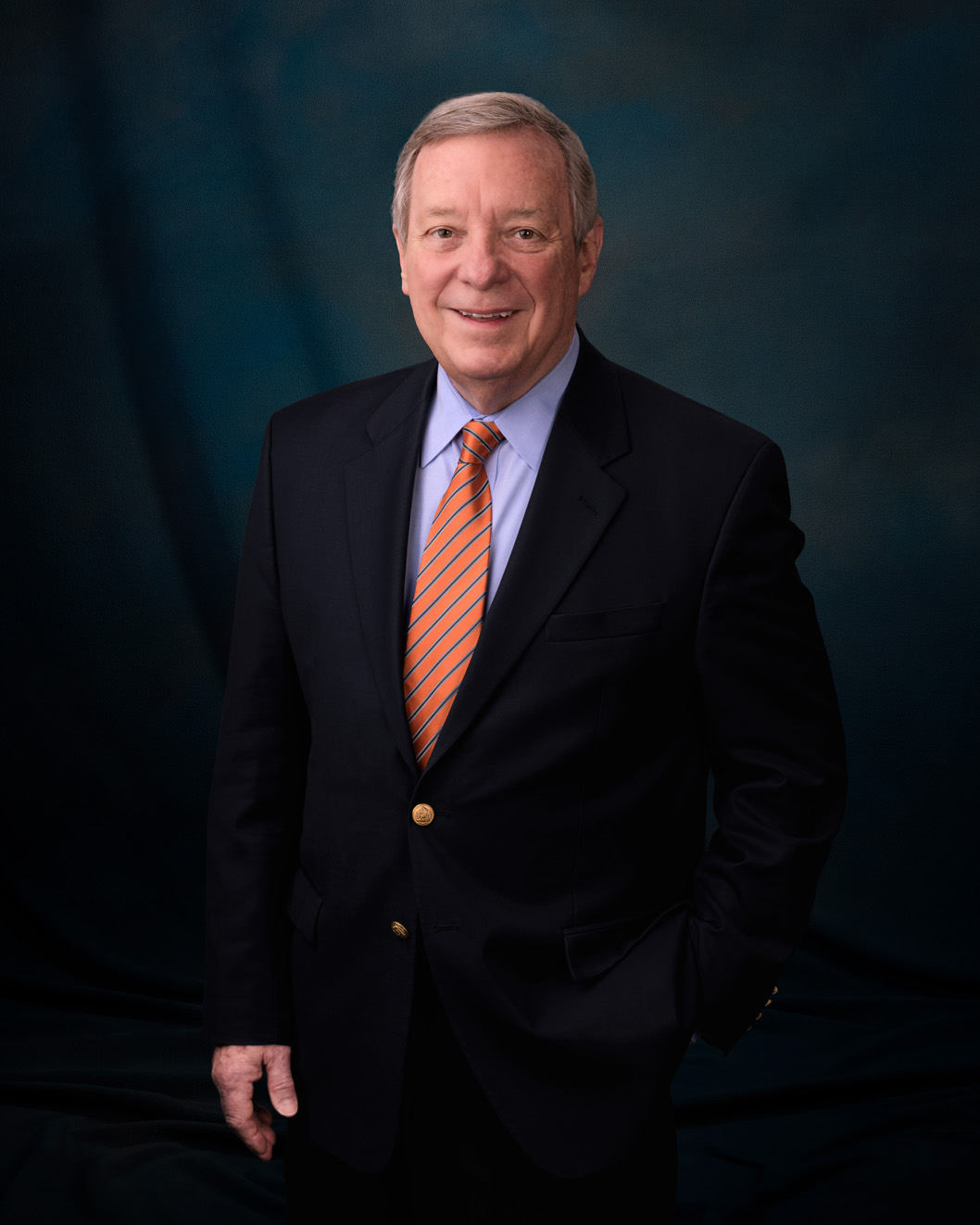
Dick Durbin (* 1944)

- Durbin, Fahmi (* 1993), omanischer Fußballspieler
- Durbin, James (1923–2012), britischer Mathematischer Statistiker und Ökonometriker
- Durbin, John, US-amerikanischer Schauspieler
- Durbin, Winfield T. (1847–1928), Gouverneur von Indiana
- Durborow, Allan C. (1857–1908), US-amerikanischer Politiker
- Durbridge, Francis (1912–1998), englischer Krimi-Schriftsteller
- Durbridge, Luke (* 1991), australischer Bahn- und Straßenradrennfahrer
- Dürbrook, Niclas (* 1990), deutscher Politiker (SPD)
- Durbrow, Philip (1940–2022), US-amerikanischer Ruderer
- Durbuy, Catharina van († 1328), niederländische Adelige

### Durc
- Dúrcal, Rocío (1944–2006), spanische Schauspielerin und Sängerin
- Dúrcal, Shaila (* 1979), spanische Schauspielerin und Sängerin
- Ďurčanský, Ferdinand (1906–1974), slowakischer Jurist und Minister
- Ďurčanský, Ján (1902–1973), slowakischer Anwalt und Politiker
- Durcau, Rebecca, australische Fußballschiedsrichterin
- Durchholz, Ernst (* 1908), deutscher Jurist
- Durchschlag, Claudia (* 1958), österreichische Physiotherapeutin und Politikerin (ÖVP), Landtagsabgeordnete, Abgeordnete zum Nationalrat
- Durchschlag, Thomas (* 1974), deutscher Filmregisseur und Drehbuchautor
- Dürck, Friedrich (1809–1884), deutscher Porträt- und Genremaler
- Dürck, Hermann (1869–1941), deutscher Pathologe und Histologe und Hochschullehrer
- Dürckheim, Georg Friedrich (1866–1928), österreichischer Politiker
- Dürckheim, Karlfried Graf (1896–1988), deutscher Diplomat, Psychotherapeut und Zen-Meister
- Durckheim, Moïse (1805–1896), französischer Rabbiner
- Dürckheim-Ketelhodt, Christian (* 1944), deutscher Unternehmer und Kunstsammler
- Dürckheim-Montmartin, Friedrich Eckbrecht von (1823–1888), österreichischer Politiker
- Durcovici, Anton (1888–1951), rumänischer Geistlicher, römisch-katholischer Bischof von Jassy

### Durd
- Durda, Abu Zaid Umar (1944–2022), libyscher Politiker, Premierminister von Libyen (1990–1994)
- Durden, Lance A. (* 1955), US-amerikanischer Zoologe und Parasitologe
- Durdent, Walter († 1159), englischer Geistlicher, Bischof von Coventry
- Durdenus, Publius, antiker römischer Toreut oder Händler
- Ďurdiak, Juraj (* 1952), slowakischer Schauspieler
- Durdík, Jan (1923–2002), tschechischer Historiker und Waffenkundler
- Durdík, Tomáš (1951–2012), tschechischer Mittelalterarchäologe, Burgenforscher und Denkmalpfleger
- Durdis, Bohumil (1903–1983), tschechoslowakischer Gewichtheber
- Đurđević, Dalibor (* 1973), serbischer Fußballschiedsrichter
- Đurđević, Ignjat (1675–1737), kroatischer Dichter und Übersetzer, auch Benediktinermönch und Astronom
- Đurđević, Ivan (* 1977), serbischer Fußballspieler
- Đurđić, Nikola (* 1986), serbischer Fußballspieler
- Durdle, Darren (* 1963), kanadisch-britischer Eishockeyspieler
- Durdov, Bruno (* 2007), kroatischer Fußballspieler
- Durdu, Agnès (* 1964), luxemburgische Politikerin und Rechtsanwältin
- Durdu, Berkan (* 1998), deutsch-türkischer Fußballspieler
- Durdu, Ramazan (* 1983), türkischer Fußballspieler
- Durdu, Tülay (* 1974), deutsche Politikerin (SPD), MdL Nordrhein-Westfalen
- Durdynez, Wassyl (* 1937), ukrainischer Politiker
- Durdyýew, Didar (* 1993), turkmenischer Fußballspieler

### Dure
- Duré, Nilo (* 1998), paraguayischer Leichtathlet
- Dureau de La Malle, Jean-Baptiste (1742–1807), französischer Literat, Übersetzer und Mitglied der Académie française
- Dureau, Scott (* 1986), australischer Rugby-League-Spieler
- Durège, Heinrich (1821–1893), deutscher Mathematiker
- Duregger, Werner, österreichischer Poolbillardspieler
- Durein, Adam (1893–1948), deutscher SA-Brigadeführer und Kommandant eines Frühen Konzentrationslagers
- Durek, Hubertus (1917–2006), deutscher Schauspieler, Regisseur und Theaterintendant
- Durek, Ludwig (1921–2000), österreichischer Fußballspieler
- Đureković, Stjepan (1926–1983), jugoslawischer Industriemanager, Systemkritiker und Schriftsteller
- Durel, François (1856–1906), französischer Architekt und Unternehmer
- Durell, Daniel Meserve (1769–1841), US-amerikanischer Jurist und Politiker
- Durelli, Francesco (1792–1851), italienischer Zeichner und Kupferstecher
- Düren, Adam van, Steinmetz und Baumeister
- Düren, Albrecht (1910–1986), deutscher Volkswirt und Geschäftsführer
- Düren, Christian (* 1990), deutscher Journalist und Moderator
- Düren, Fred (1928–2015), deutscher Schauspieler
- Duren, Garlich (1475–1532), Mit-Regent der Herrschaft Jever
- Düren, Hans (* 1948), deutscher Fußballspieler
- Düren, Hans von, deutscher Bildhauer
- Düren, Irmgard (1930–2004), deutsche Schauspielerin, Kabarettistin, Moderatorin des Fernsehens der DDR
- Düren, Margarete (* 1904), deutsche Opernsängerin (Sopran)
- Düren, Michael (* 1957), deutscher Physiker
- Duren, Peter (1935–2020), US-amerikanischer Mathematiker
- Düren, Peter Christoph (* 1964), deutscher katholischer Theologe, Diözesanreferent und Verlagsinhaber
- Düren, Statius von, Terrakottabildhauer
- Düren, Theodor Wilhelm (1866–1928), deutscher Bauunternehmer
- Durenberger, David (1934–2023), US-amerikanischer Politiker
- Dürer, Agnes (1475–1539), Ehefrau von Albrecht Dürer
- Dürer, Albrecht (1471–1528), deutscher Maler und GrafikerAlbrecht Dürer (1471–1528)

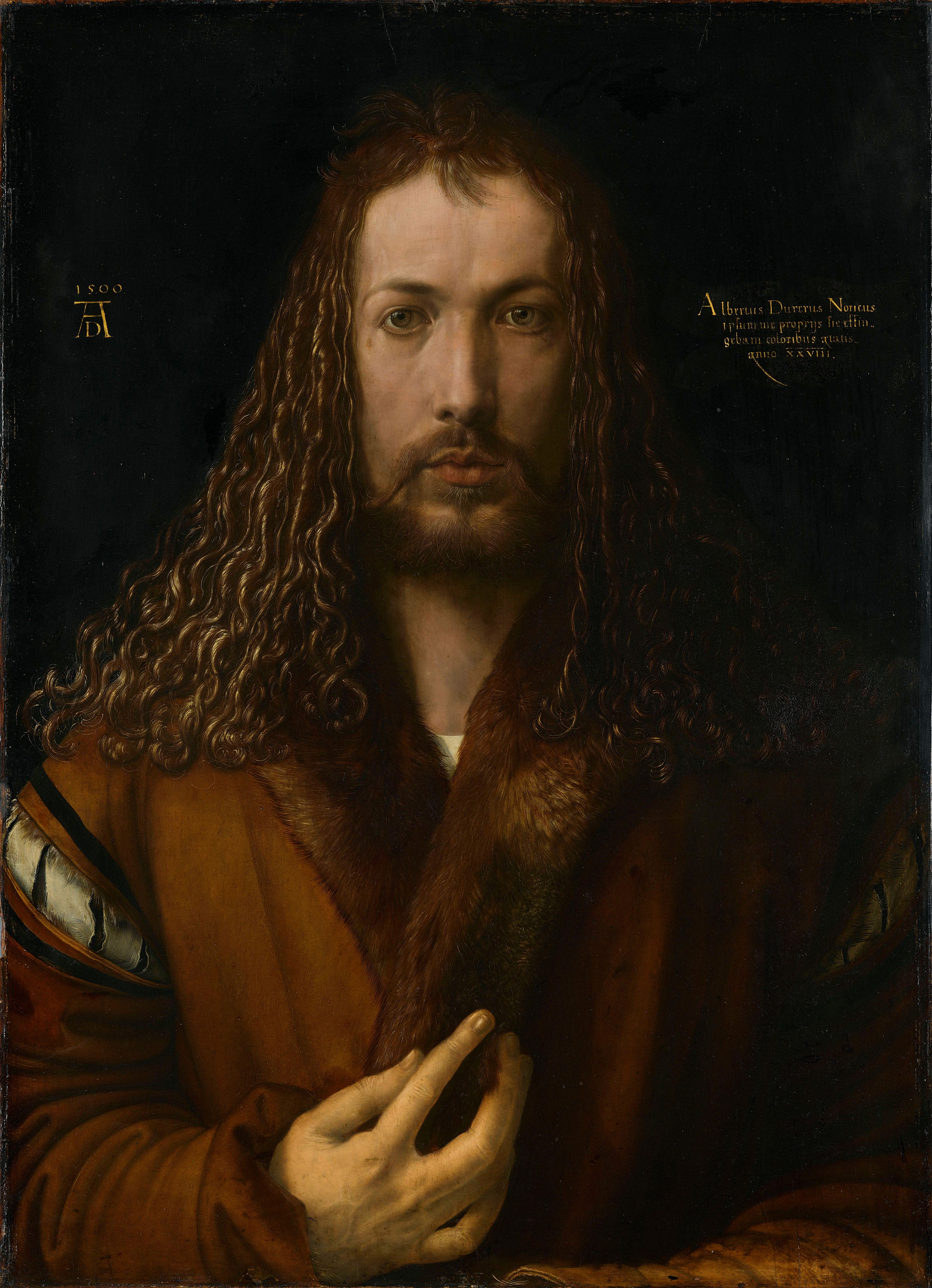
Albrecht Dürer (1471–1528)

- Dürer, Albrecht der Ältere, deutscher GoldschmiedAlbrecht Dürer der Ältere

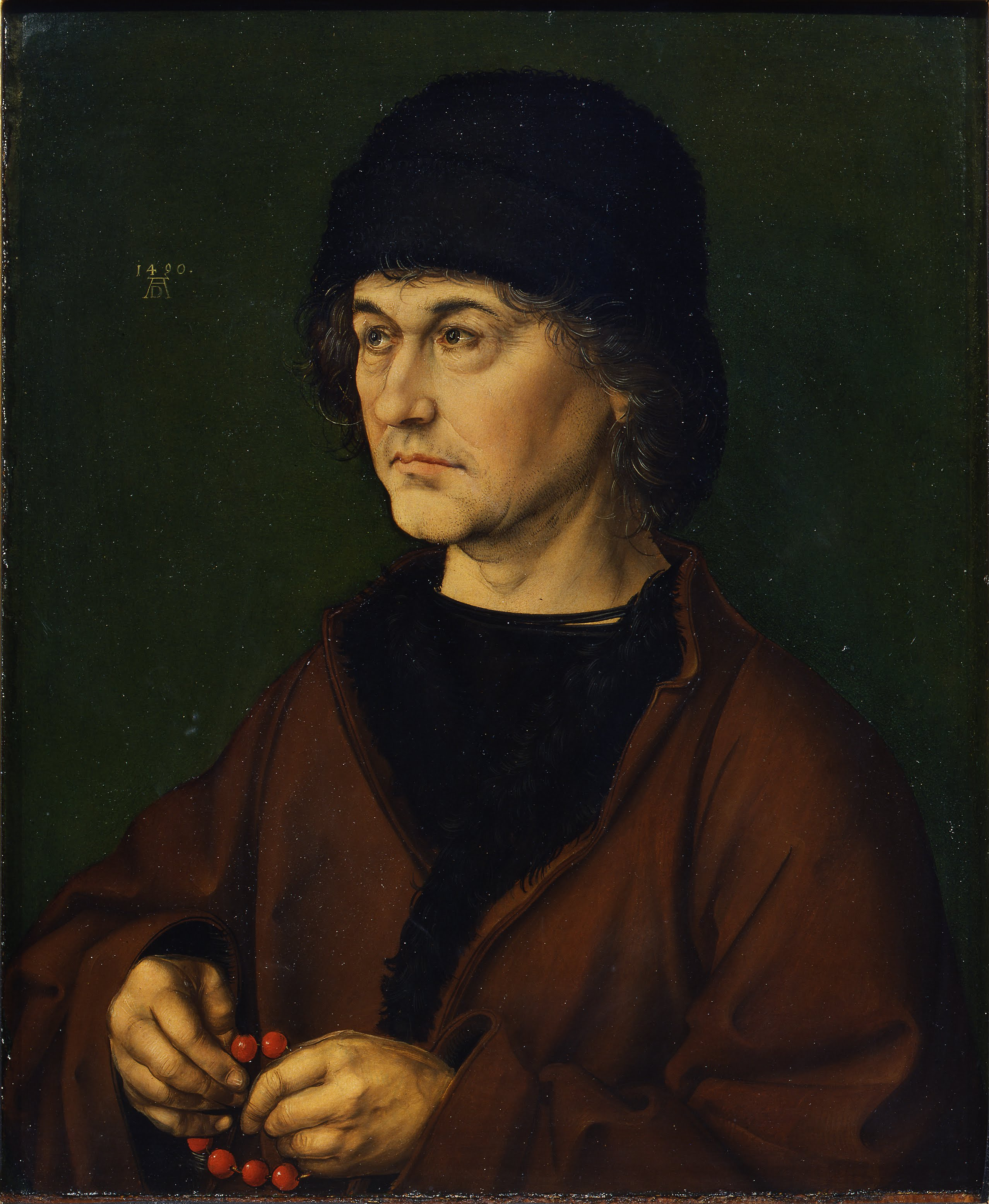
Albrecht Dürer der Ältere

- Dürer, Anthoni, Goldschmied in Ungarn
- Dürer, Barbara (1452–1514), Mutter von Albrecht Dürer
- Dürer, Endres (1484–1555), deutscher Gold- und Silberschmied
- Dürer, Hans (1490–1534), deutscher Maler und Zeichner
- Dürer, Hieronymus (1641–1704), deutscher Schriftsteller und Theologe
- Dürer, Niklas, deutscher Goldschmied
- Dürer, Otto (1909–1994), österreichischer Filmproduzent, Theaterleiter, Schauspieler und Regisseur
- Durero, Joseph Tarife (* 1969), philippinischer Ordensgeistlicher, römisch-katholischer Bischof von Daru-Kiunga
- Duresso, Demekssa (* 1977), deutscher Basketballspieler
- Duret, Claude (1565–1611), französischer Gelehrter und Schriftsteller
- Duret, Francisque Joseph (1804–1865), französischer Bildhauer
- Duret, Marc (* 1957), französischer Schauspieler
- Duret, Patrice (* 1965), Schweizer Schriftsteller und Verleger
- Duret, Sébastien (* 1980), französischer Radrennfahrer
- Duret, Théodore (1838–1927), französischer Journalist, Schriftsteller und Kunstkritiker
- Duret, Victor (1830–1890), Schweizer Romanist und Dialektologe
- Đuretić, Veselin (1933–2020), jugoslawischer bzw. serbischer Historiker
- Durette-Desset, Marie-Claude (* 1937), französische Parasitologin
- Dureuil, Ernest, belgischer Turner
- Durey, Cyrus (1864–1933), US-amerikanischer Politiker
- Durey, Louis (1888–1979), französischer Komponist
- Durez, Jean-François, französischer Jazzmusiker (Piano, Vibraphon, Marimba, Komposition)

### Durf
- d’Urfé, Jeanne (1705–1775), französische Okkultistin
- Durfee, Benjamin (1897–1980), US-amerikanischer Computeringenieur
- Durfee, Job (1790–1847), US-amerikanischer Jurist und Politiker
- Durfee, Minta (1889–1975), US-amerikanische Schauspielerin der Stummfilmära
- Durfee, Nathaniel B. (1812–1872), US-amerikanischer Politiker
- Dürfeld, Antonius Ignatius von (1726–1806), königlich kaiserlicher Hofrat
- Dürfeld, Christoph von († 1583), deutscher Rechtswissenschaftler
- Dürfeld, Franz Josef Adam Ignaz von (1766–1812), königlich kaiserlicher österreichischer wirklicher Hofrat
- Dürfeld, Heinrich (* 1611), deutscher Jurist sowie Hof- und Regierungsrat
- Dürfeld, Joachim Heinrich von († 1745), kursächsischer Offizier, Generalleutnant
- Dürfeld, Joachim von (* 1616), kursächsischer Offizier, Oberstleutnant
- Dürfeld, Johann Christian von (1667–1737), deutscher Justiz-, Regierungs- und Konsistorialrat
- Dürfeld, Johann Heinrich (1563–1631), fürstlich schwarzburgischer Rat und Lehnsverweser
- Dürfeld, Josef von (1803–1869), königlich kaiserlicher österreichischer Feldmarschall–Leutnant
- D’Urfey, Thomas (1653–1723), englischer Dichter, Dramatiker, Satiriker und Songwriter
- Durfort, Amédée Bretagne Malo de (1771–1838), französischer Adliger und Politiker
- Durfort, Emmanuel Céleste de (1741–1800), französischer Adliger und Militär
- Durfort, Emmanuel-Félicité de (1715–1789), französischer Militär, Politiker und Diplomat
- Durfort, Guy Aldonce de, duc de Lorges (1630–1702), Marschall von Frankreich
- Durfort, Guy Louis de (1714–1775), französischer Militär
- Durfort, Guy Michel de (1704–1773), französischer Militär
- Durfort, Jacques-Henri de (1625–1704), Marschall von Frankreich
- Durfort, Jean-Baptiste de (1684–1770), Duc de Duras, Marschall von Frankreich und Pair de France
- Durfort, Louise-Jeanne de (1735–1781), französische Adlige und Kunstsammlerin

### Durg
- Durgan, George R. (1872–1942), US-amerikanischer Politiker
- Durgin, Calvin T. (1893–1965), US-amerikanischer Seeoffizier, zuletzt Admiral der United States Navy während des Zweiten Weltkriegs
- Durgun, Tahsim (* 1995), deutscher Autor, Entertainer, Satiriker, Content Creator

### Durh
- Durham, Allen, US-amerikanischer Rhythm-&-Blues- und Jazzmusiker (Posaune)
- Durham, Bobby (1937–2008), US-amerikanischer Jazzschlagzeuger
- Durham, Carl T. (1892–1974), US-amerikanischer Politiker
- Durham, David Anthony (* 1969), US-amerikanischer Autor
- Durham, Derin S., US-amerikanischer Offizier, Generalmajor der US Air Force
- Durham, Eddie (1906–1987), US-amerikanischer Jazz-Posaunist und Arrangeur
- Durham, Edith (1863–1944), britische Balkanreisende, Illustratorin und Schriftstellerin
- Durham, Eunice Ribeiro (1932–2022), brasilianische Anthropologin und Bildungssachverständige
- Durham, J. Wyatt (1907–1996), US-amerikanischer Paläontologe
- Durham, Jimmie (1940–2021), US-amerikanischer Konzeptkünstler und Schriftsteller
- Durham, Judith (1943–2022), australische MusikerinJudith Durham (1943–2022)

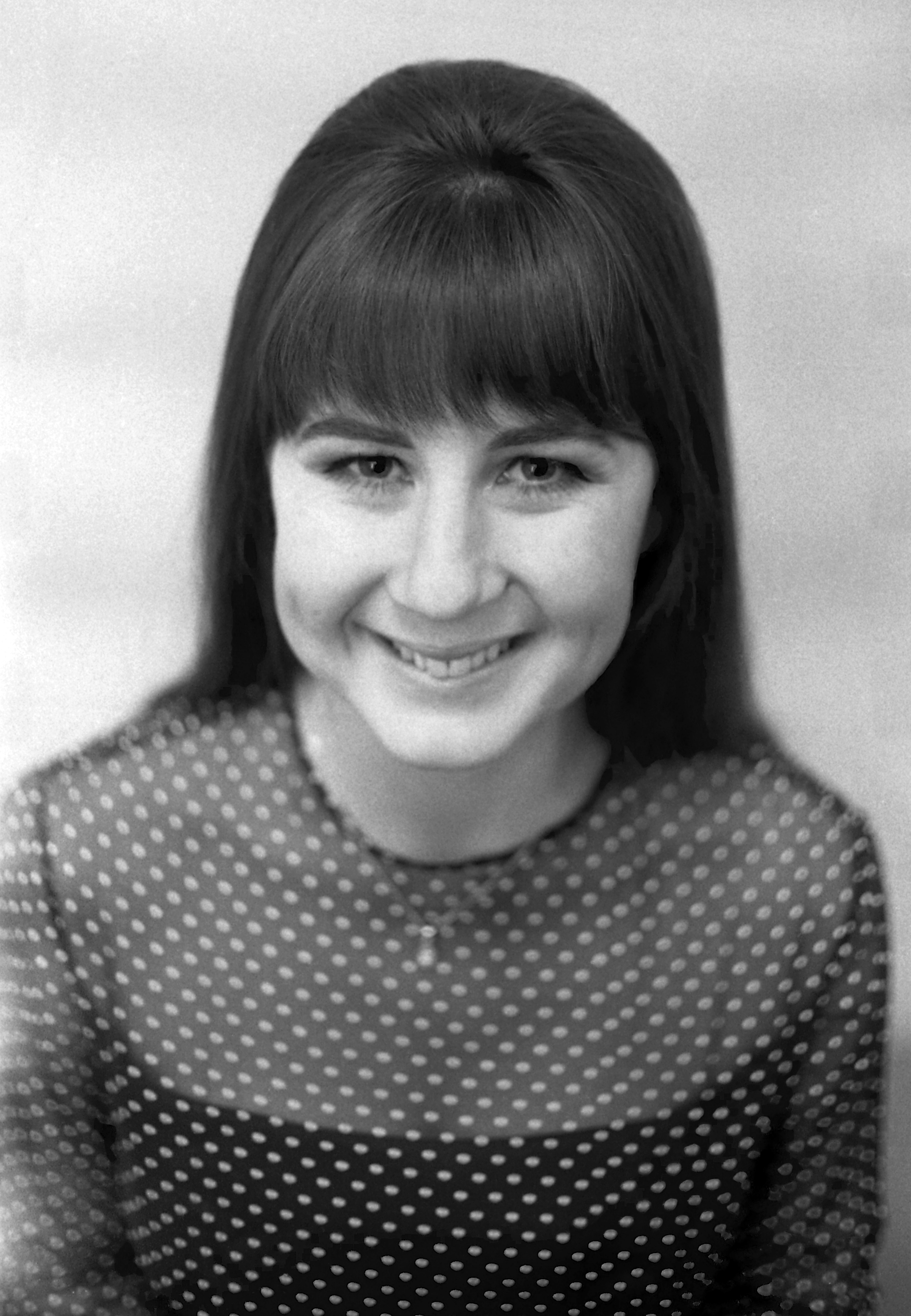
Judith Durham (1943–2022)

- Durham, Marcel (1920–2000), britischer Filmeditor und Tongestalter
- Durham, Milton J. (1824–1911), US-amerikanischer Politiker
- Durham, Rhea (* 1978), US-amerikanisches FotomodellRhea Durham (* 1978)

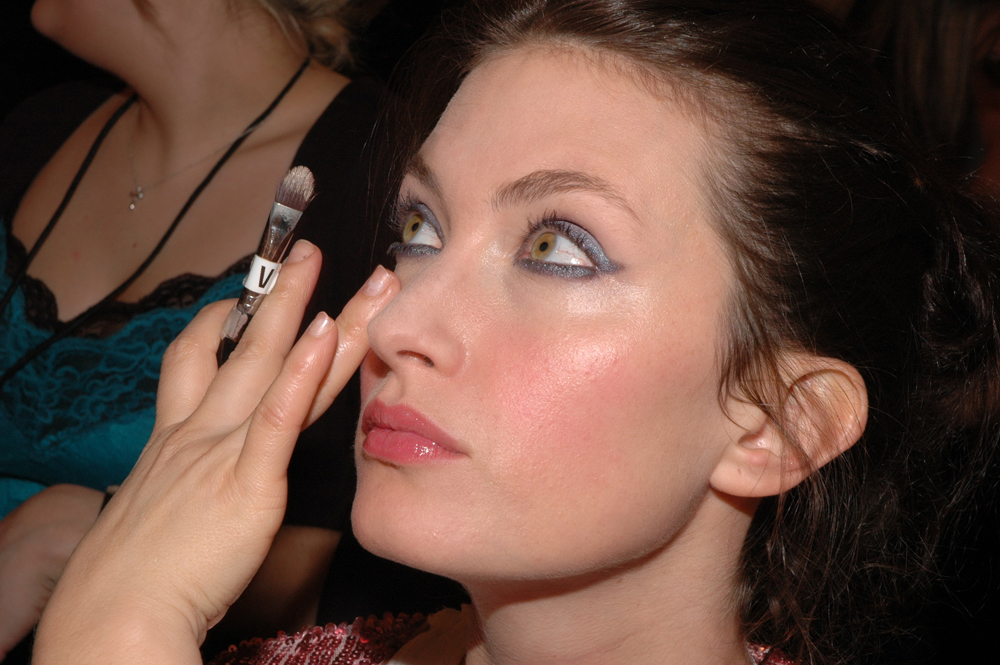
Rhea Durham (* 1978)

- Durham, Wilhelm (1658–1735), Geheimer Rat, Generalfiskal und Bürgermeister
- Durham, William Howard (1873–1912), US-amerikanischer Pastor, Theologe der Pfingstbewegung, Herausgeber eines Magazins
- Dürhammer, Ilija (* 1969), österreichischer Schriftsteller und Literaturwissenschaftler
- Durheim, Carl (1810–1890), Schweizer Lithograf und Fotograf
- Durheim, Karl Jakob (1780–1866), Schweizer Geograph und Lexikograph
- Durheim, Rudolf (1811–1895), Schweizer Landschaftsmaler, Orientmaler und Genremaler
- Dürheimer, Wolfgang (* 1958), deutscher Manager, Vorstandsvorsitzender des Unternehmens Bentley
- Dürholtz, Luca (* 1993), deutscher Fußballspieler
- Dürholz, Amanz (1791–1866), Schweizer Politiker
- Durhône, Jean Michaël (* 1973), mauritischer römisch-katholischer Geistlicher und Bischof von Port-Louis
- Durhuus, Jógvan (* 1938), färöischer Politiker (Tjóðveldisflokkurin)

### Duri
- Duri, Izzat Ibrahim ad- (1942–2020), irakischer General und Politiker
- Duri-Aššur, assyrischer Statthalter von Tušan und Eponymenbeamter
- Durian, Sibylle (* 1946), deutsche Kinder- und Jugendbuch- sowie Drehbuchautorin
- Durian, Wolf (1892–1969), deutscher Journalist, Übersetzer und Jugendbuchautor
- Durian-Ress, Saskia (* 1943), deutsche Kunsthistorikerin
- Duriatti, Luca (* 1998), luxemburgischer Fußballspieler
- Duriau, Servais (1701–1775), römisch-katholischer Geistlicher, Zisterzienser, Enzyklopädist und Graphiksammler
- Đurić, Aleksandar (* 1970), bosnisch-herzegowinischer Kanute und singapurischer Fußballspieler
- Đurić, Branko (* 2005), montenegrinisch-serbischer Tennisspieler
- Duric, Demir (* 1976), serbischer Fußballspieler und -trainer
- Đurić, Dušan (* 1984), schwedischer Fußballspieler
- Durić, Grigorije (* 1967), serbisch-orthodoxer Bischof
- Đurić, Igor (* 1985), serbischer Fußballspieler
- Đurić, Luca (* 2003), bosnisch-deutscher Fußballspieler
- Đurić, Marko (* 1983), serbischer Jurist, Politiker und DiplomatMarko Đurić (* 1983)

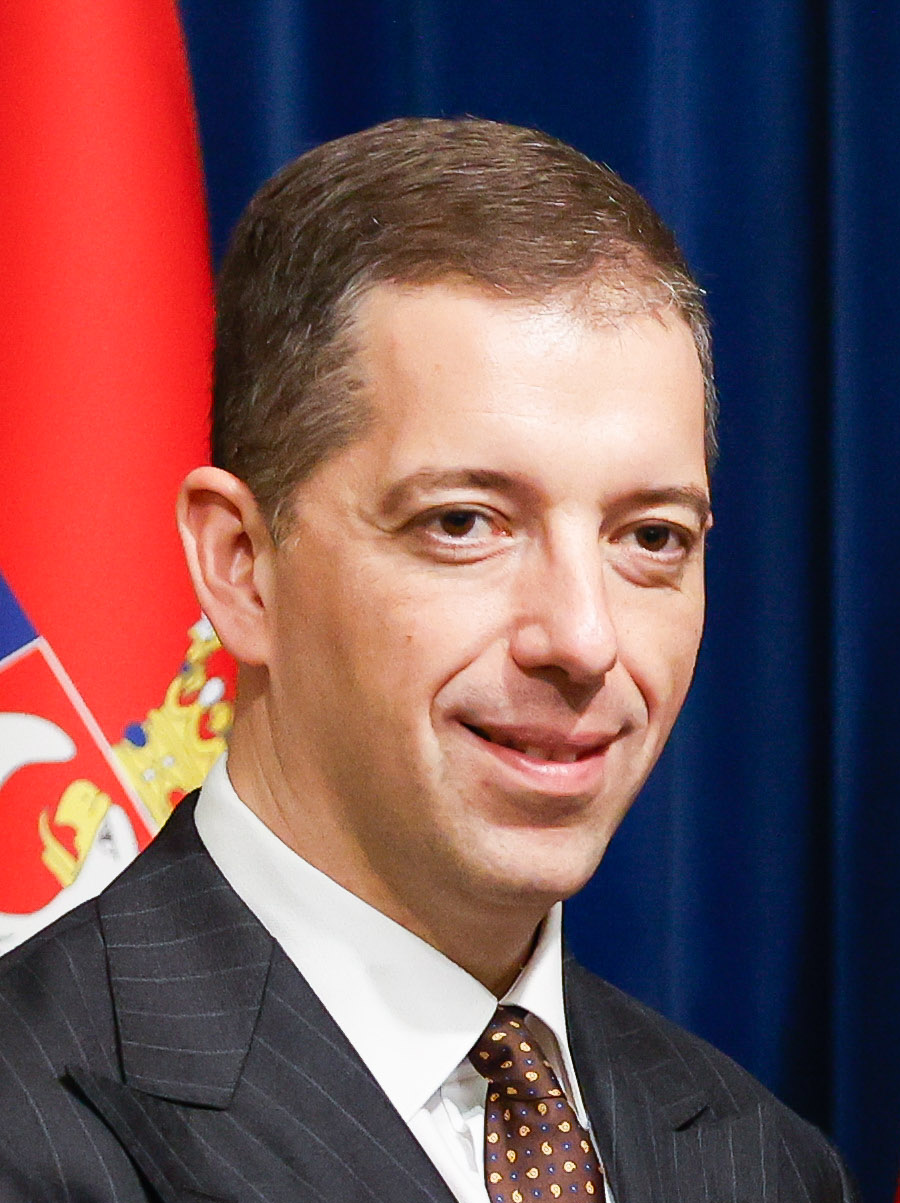
Marko Đurić (* 1983)

- Đurić, Milan (* 1990), bosnischer Fußballspieler
- Duric, Nikola (* 1971), kroatisch-deutscher Theatermacher, Autor und Performancekünstler
- Đurić, Rajko (1947–2020), jugoslawischer bzw. serbischer Autor und Politiker
- Đurić, Stefan (* 2004), bosnischer Fußballspieler
- Đurić, Velibor (* 1982), bosnischer Fußballspieler
- Đurić-Klajn, Stana (1905–1986), jugoslawische Musikwissenschaftlerin und Pianistin
- Durić-Steinmann, Adnan (* 1977), deutscher Musiker, Musikproduzent und Labelmacher
- Ďurica, Ján (* 1981), slowakischer Fußballspieler
- Ďurica, Milan Stanislav (1925–2024), slowakischer Historiker, Publizist, Hochschullehrer
- Đuričić, Anđelko (* 1980), serbischer Fußballspieler
- Đuričić, Filip (* 1992), serbischer Fußballspieler
- Đuričić, Jasna (* 1966), serbische SchauspielerinJasna Đuričić (* 1966)

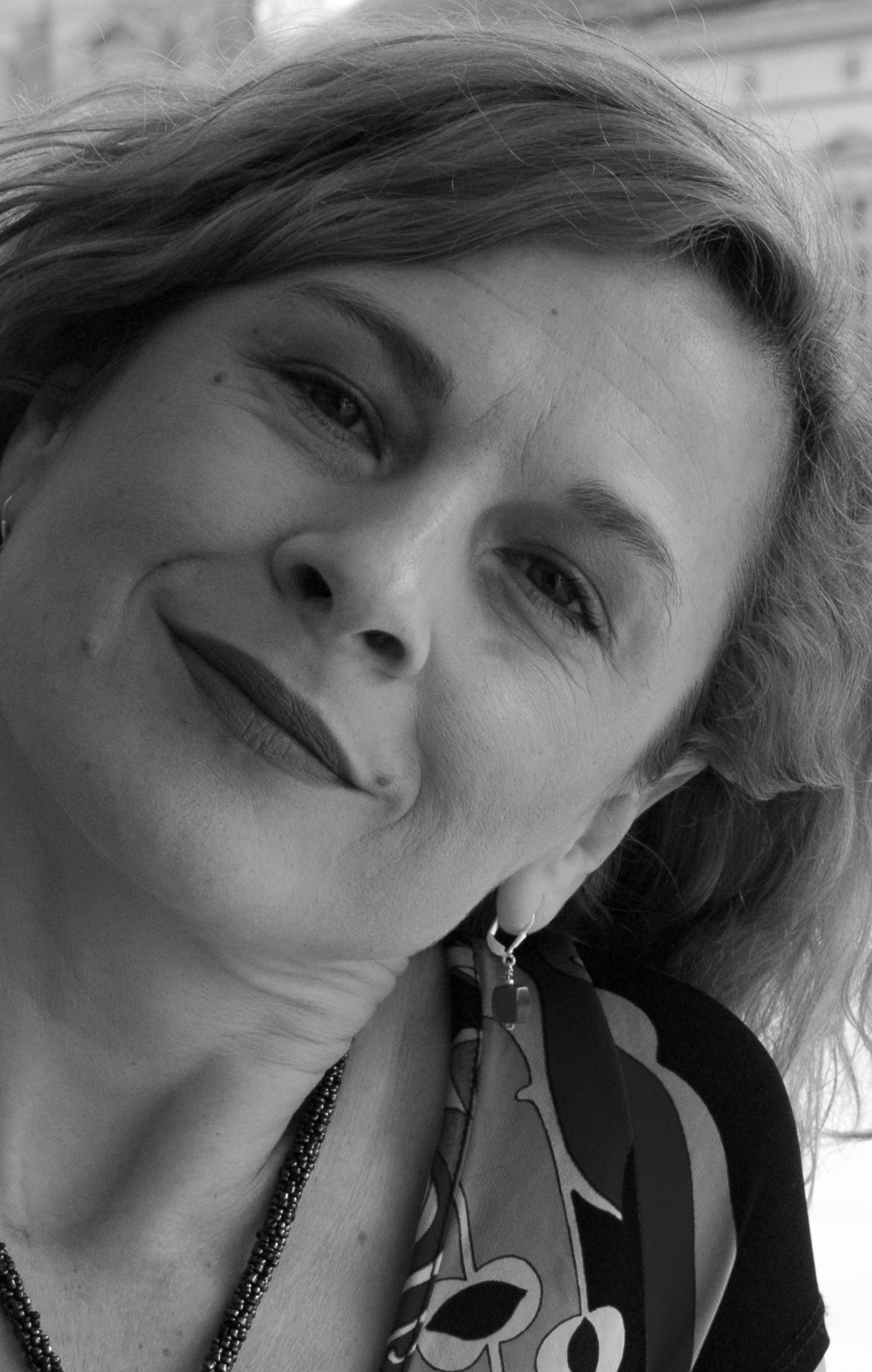
Jasna Đuričić (* 1966)

- Đuričić, Milan (* 1945), kroatischer Fußballtrainer und ehemaliger jugoslawischer Fußballspieler
- Durick, Joseph Aloysius (1914–1994), US-amerikanischer Geistlicher, Bischof von Nashville
- Durie, Gordon (* 1965), schottischer Fußballspieler
- Durie, Jo (* 1960), britische Tennisspielerin
- Duriès, Vanessa (1972–1993), französische Schriftstellerin
- Durieu de Maisonneuve, Michel Charles (1796–1878), französischer Botaniker
- Durieu, Eugène (1800–1874), französischer Fotograf
- Durieux, Alain (* 1985), luxemburgischer Fußballschiedsrichter
- Durieux, André (1899–1951), kanadischer Geiger, Dirigent und Musikpädagoge
- Durieux, Frédéric (* 1959), französischer Komponist
- Durieux, Pierre-Marie (1884–1947), französischer römisch-katholischer Geistlicher und Erzbischof
- Durieux, Tilla (1880–1971), österreichische Schauspielerin und HörspielsprecherinTilla Durieux (1880–1971)

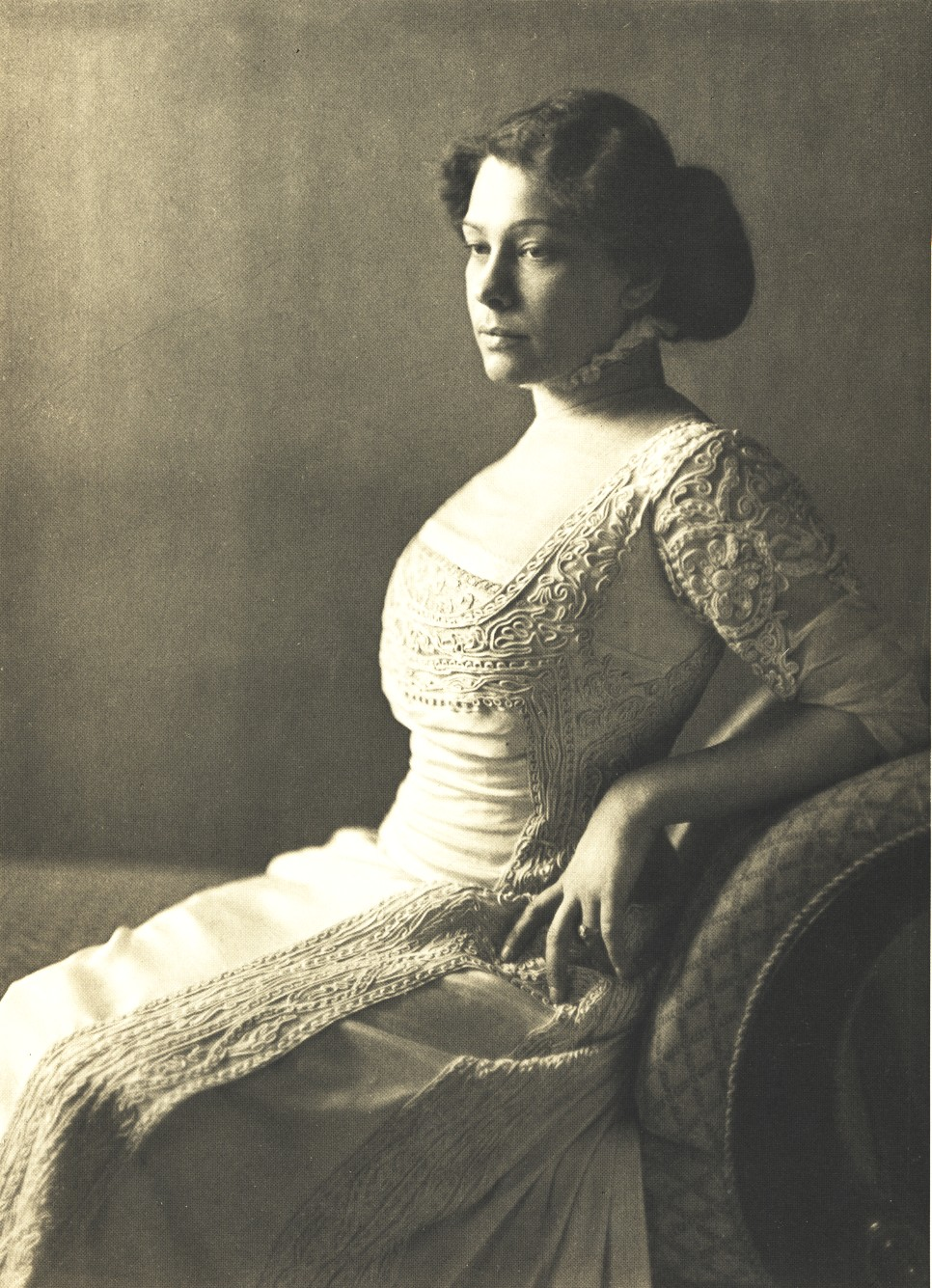
Tilla Durieux (1880–1971)

- Duriez, Marcel (1940–2023), französischer Hürdenläufer
- Durig, Arnold (1872–1961), österreichischer Physiologe
- Dürig, Arthur (1903–1978), Schweizer Architekt
- Durig, Douglas Tybor (* 1961), US-amerikanischer Astronom
- Durig, Ernst (1870–1965), österreichischer Jurist und Präsident des Verfassungsgerichtshofes
- Dürig, Ernst (1888–1951), deutscher Jurist
- Dürig, Günter (1920–1996), deutscher Staats- und Verfassungsrechtler
- Dürig, Jean-Pierre (* 1958), schweizerischer Architekt
- Dürig, Rolf (1926–1985), Schweizer Maler
- Dürig, Uta-Micaela (* 1964), deutsche Kommunikationswissenschaftlerin und Managerin
- Dürig, Walter (1913–1992), deutscher katholischer Theologe und Liturgiewissenschaftler
- Dürig, Walter (1927–2019), Schweizer Offizier
- Dürigen, Bruno (1853–1930), deutscher Zoologe
- Durigo, Ilona (1881–1943), ungarische Sängerin (Alt) und Gesangspädagogin
- Durimel, Alexandre (* 1990), französischer Fußballspieler
- Durin, Paul (1890–1953), französischer Turner
- Düring, Adolph Nikolaus von (1820–1882), deutscher Arzt
- Düring, Balthasar († 1529), lutherischer Theologe, Superintendent, Reformator
- Düring, Christoph, fränkischer Gutsbesitzer, Landwirt und Abgeordneter
- Düring, Deborah (* 1994), deutsche Politikerin (Bündnis 90/Die Grünen)
- Düring, Der, deutscher Minnesänger
- Düring, Ernst von (1858–1944), deutscher Dermatologe, Venerologe und Heilpädagoge
- During, Fritz (1910–1993), deutscher Bildhauer und Kunsthandwerker
- Düring, Georg Adolph Dietrich von (1832–1905), hannoverscher Major, Adjutant des Königs und Führer der Welfenlegion
- Düring, Ingemar (1903–1984), schwedischer Altphilologe
- Düring, Jan Erik (1926–2014), norwegischer Schauspieler und Regisseur
- Düring, Johann Christian von der Jüngere (1792–1862), deutscher Forstbeamter und Freikorps-Offizier
- Düring, Johann Christoph von (1695–1759), schwedischer Feldmarschall
- Düring, Levin Hermann Otto von (1769–1838), preußischer Generalmajor
- Düring, Lothar (1940–2014), deutscher Skisportler
- During, Michael (1587–1618), Bürgermeister der Altstadt, Verordneter der Städte der Mittelmark
- Düring, Michael (* 1963), deutscher Slawist
- Düring, Otto Emil von (1829–1912), hannoverscher Hofbeamter
- Düring, Otto von (1807–1875), deutscher Richter und Justizminister
- Düring, Ruth (* 1958), deutsche Juristin
- During, Sjahin (* 1972), türkisch-niederländischer Perkussionist
- During, Tolga (* 1977), türkisch-niederländischer Jazz- und Weltmusiker
- Düring, Wilhelm von (1836–1907), deutscher Verwaltungsjurist
- Düring-Oetken, Helene von (1841–1931), deutsche Schriftstellerin
- Düringer, Adelbert (1855–1924), deutscher Politiker (NP, DNVP, DVP), MdR
- Düringer, Annemarie (1925–2014), Schweizer Schauspielerin, Burgschauspielerin und Trägerin des Alma-Seidler-Rings
- Düringer, Caroline (1802–1853), deutsche Opernsängerin (Mezzosopran)
- Düringer, Daniel (1790–1849), nassauischer Politiker
- Düringer, Hans († 1477), Uhrmachermeister
- Düringer, Johann Nikolaus (1700–1756), Barockbildhauer
- Duringer, Marilou (* 1948), französische Fußballspielerin und -funktionärin
- Düringer, Philipp Jacob (1809–1870), deutscher Theaterschauspieler, -regisseur, Dramaturg und Schriftsteller
- Düringer, Ramona (* 1989), österreichische Skilangläuferin und Biathletin
- Düringer, Roland (* 1963), österreichischer Schauspieler und KabarettistRoland Düringer (* 1963)

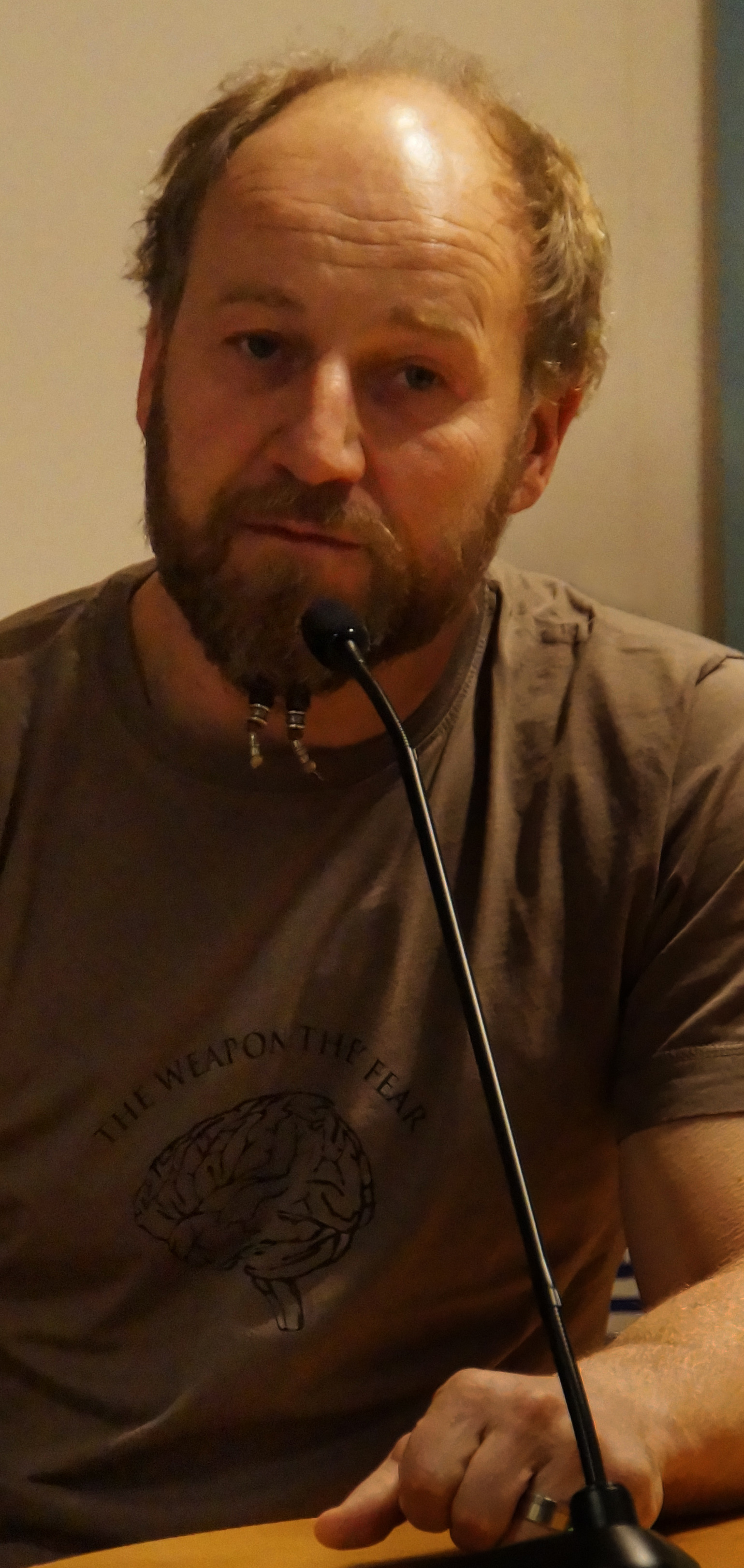
Roland Düringer (* 1963)

- Düringer, Wolfgang (* 1961), deutscher Büttenredner, Mundartkünstler, Musiker
- Düringshofen, Bernhard Alexander von (1714–1776), preußischer Generalmajor und Chef des Infanterie-Regiments Nr. 24
- Düringshofen, Kaspar Wilhelm von († 1743), preußischer Oberst und Chef des Magdeburger Land-Regiments
- Durini di Monza, Ercole (1876–1968), italienischer Diplomat, Schriftsteller und Politiker
- Durini, Angelo Maria (1725–1796), italienischer Kardinal der Römischen Kirche
- Durini, Carlo Francesco (1693–1769), italienischer Kardinal der Römischen Kirche
- Duris, griechischer Vasenmaler
- Duris von Samos, griechischer Historiker und Schriftsteller
- Ďuriš, Dávid (* 1999), slowakischer Fußballspieler
- Ďuriš, Július (1904–1986), tschechoslowakischer Parteifunktionär, Politiker Minister
- Ďuriš, Michal (* 1988), slowakischer Fußballspieler
- Duris, Romain (* 1974), französischer Schauspieler
- Ďuriš, Vítězslav (* 1954), tschechischer Eishockeyspieler
- Ďuriš, Zdeněk (1964–2020), tschechischer Fußballspieler
- Durisch, Giancarlo (1935–2013), Schweizer Architekt
- Dürisch, Johann Friedrich Carl (1753–1818), sächsischer Amtmann und Rittergutsbesitzer
- Đurišič, Dušan (* 1961), jugoslawischer Skilangläufer
- Đurišić, Duško (* 1977), serbischer Fußballspieler
- Đurišić, Nikola (* 2004), serbischer Basketballspieler
- Đurišić, Pavle (1909–1945), jugoslawischer Offizier und montenegrinischer Tschetnik-FührerPavle Đurišić (1909–1945)

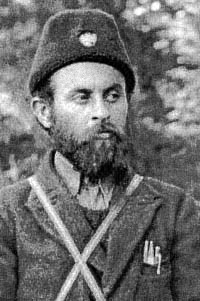
Pavle Đurišić (1909–1945)

- Duritz, Adam (* 1964), US-amerikanischer Sänger (Counting Crows)Adam Duritz (* 1964)

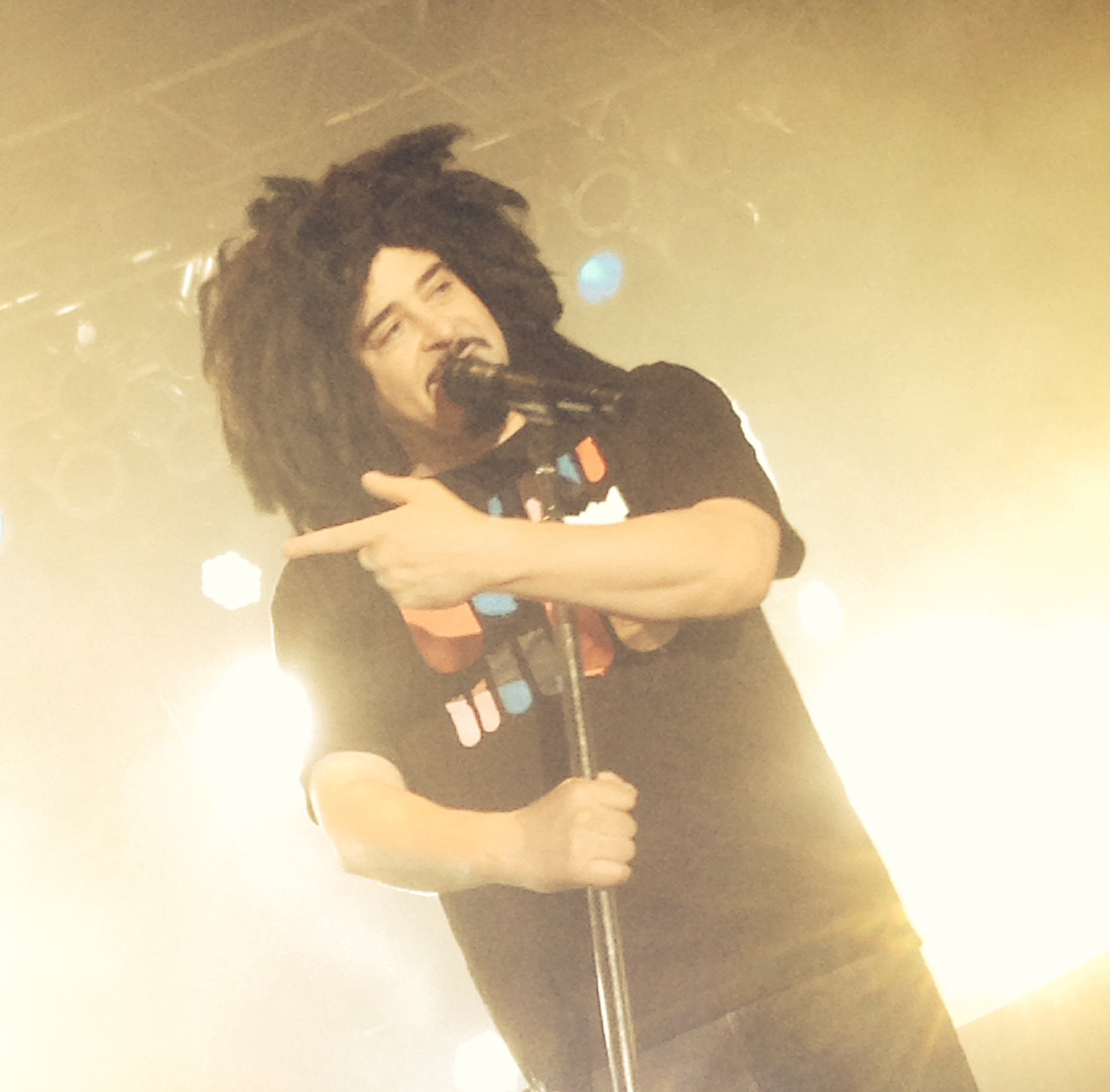
Adam Duritz (* 1964)

- Durival, Jean-Baptiste Luton (1725–1810), französischer Enzyklopädist und Historiker
- Durival, Nicolas Luton (1713–1795), französischer Verwaltungsbeamter, Historiker und Enzyklopädist
- Durix, Claude (1921–2012), französischer Mediziner und Zenmeister
- Durix, Franck (* 1965), französischer Fußballspieler
- Durizkaja, Natalja Iwanowna (* 1960), russische Künstlerin

### Durj
- Durjahina, Soja (* 1950), ukrainische Metallurgin, Werkstoffwissenschaftlerin und Hochschullehrerin
- Durjan, Ohan (1922–2011), armenischer Dirigent und Komponist
- Durjava, Anže (* 2001), slowenischer Leichtathlet

### Durk
- Dürk, Barbara (1949–2014), deutsche Gewerkschaftsfunktionärin, Publizistin und Unternehmensberaterin
- Dürk, Georg Friedrich (1788–1877), französischer Soldat deutscher Herkunft, Ritter der Ehrenlegion
- Durkacz, Damian (* 1999), polnischer Boxer
- Durkan, Bernard (* 1945), irischer Politiker
- Durkan, Mark (* 1960), stellvertretender Erster Minister von Nordirland
- Durkee, Charles (1805–1870), US-amerikanischer Politiker
- Dürkefälden, Karl (1902–1976), deutscher Tagebuchautor
- Dürken, Bernhard (1881–1944), deutscher Universitätsprofessor und Mitbegründer der Ganzheitsbiologie
- Durkheim, Émile (1858–1917), französischer Soziologe und EthnologeÉmile Durkheim (1858–1917)

Émile Durkheim (1858–1917)

- Durkin, Casey, US-amerikanische Designerin und Schauspielerin
- Durkin, Chris (* 2000), US-amerikanischer Fußballspieler
- Durkin, John A. (1936–2012), US-amerikanischer Politiker (Demokratische Partei)
- Durkin, John Thomas (1913–1990), irischer römisch-katholischer Ordensgeistlicher und Bischof von Louis Trichardt-Tzaneen
- Durkin, Junior (1915–1935), US-amerikanischer Schauspieler
- Durkin, Leo (* 1992), US-amerikanischer Volleyballspieler
- Durkin, Martin (* 1962), britischer Fernsehproduzent und -regisseur
- Durkin, Martin Patrick (1894–1955), US-amerikanischer Politiker
- Durkin, Patrick (1936–2009), britischer Schauspieler und Rezitator
- Durkin, Paul (* 1955), englischer Fußballschiedsrichter
- Durkin, Sammy (* 1999), US-amerikanische Fußballspielerin
- Durkin, Sean (* 1981), kanadisch-amerikanischer Regisseur
- Durkin, Tom, US-amerikanischer Fußballtrainer
- Durkin, Witali Walerjewitsch (* 1979), russischer Badmintonspieler
- Durkina, Lidija Jewgenjewna (* 1997), russische Skilangläuferin
- Đurkinjak, Zvonimir (* 1988), kroatischer Badmintonspieler
- Durkó, Zsolt (1934–1997), ungarischer Komponist
- Dürkob, Carsten (* 1963), deutscher Sachbuchautor und Literaturpublizist
- Dürkop, Eggert († 1499), deutscher römisch-katholischer Geistlicher und Bischof von Schleswig
- Dürkop, Erwin (1908–1988), deutscher Architekt
- Dürkop, Heinrich (1671–1731), deutscher evangelisch-lutherischer Geistlicher und Hauptpastor der deutschen Kirche in Kopenhagen
- Dürkop, Johannes (1905–1945), deutscher Kunsthistoriker
- Dürkop, Katja (* 1968), deutsche Handballspielerin
- Dürkop, Klaus (1939–2024), deutscher Naturschützer
- Dürkop-Leptihn, Marlis (* 1943), deutsche Soziologin, Hochschullehrerin, Politikerin (Bündnis 90/Die Grünen), MdA und Staatsrätin
- Dürkopp, Anneke (* 1979), deutsche Fernsehmoderatorin
- Dürkopp, Hendrick Gottfried (1736–1778), Kaufmann, Direktor von Dejima
- Dürkopp, Nikolaus (1842–1918), deutscher Mechaniker und Unternehmer
- Durkot, Jurij (* 1965), ukrainischer Übersetzer und Journalist
- Đurković, Božidar (* 1972), serbischer Fußballspieler
- Đurković, Pavel (1772–1830), serbischer Maler
- Đurković, Petar (1908–1981), jugoslawischer Astronom
- Đurković, Ratko (* 1975), montenegrinischer Handballspieler und -trainer
- Durkovic, Rudolf (* 1988), österreichischer Fußballspieler
- Durković, Vladimir (1938–1972), jugoslawischer Fußballspieler
- Ďurkovský, Andrej (* 1958), slowakischer Politiker, Mitglied des Nationalrats
- Dürks, Wilhelm (1890–1966), deutscher Gymnasiallehrer und Heimatforscher
- Dürksen, Joshua (* 2003), paraguayischer Rennfahrer deutscher Abstammung

### Durl
- Durlach, Otto (1821–1893), deutscher Eisenbahn- und Straßenbauingenieur, hannoverscher bzw. preußischer Baubeamter
- Durlacher, Gerhard (1928–1996), niederländischer Schriftsteller und Soziologe
- Durlacher, Jessica (* 1961), niederländische Schriftstellerin, Literaturkritikerin und ÜbersetzerinJessica Durlacher (* 1961)

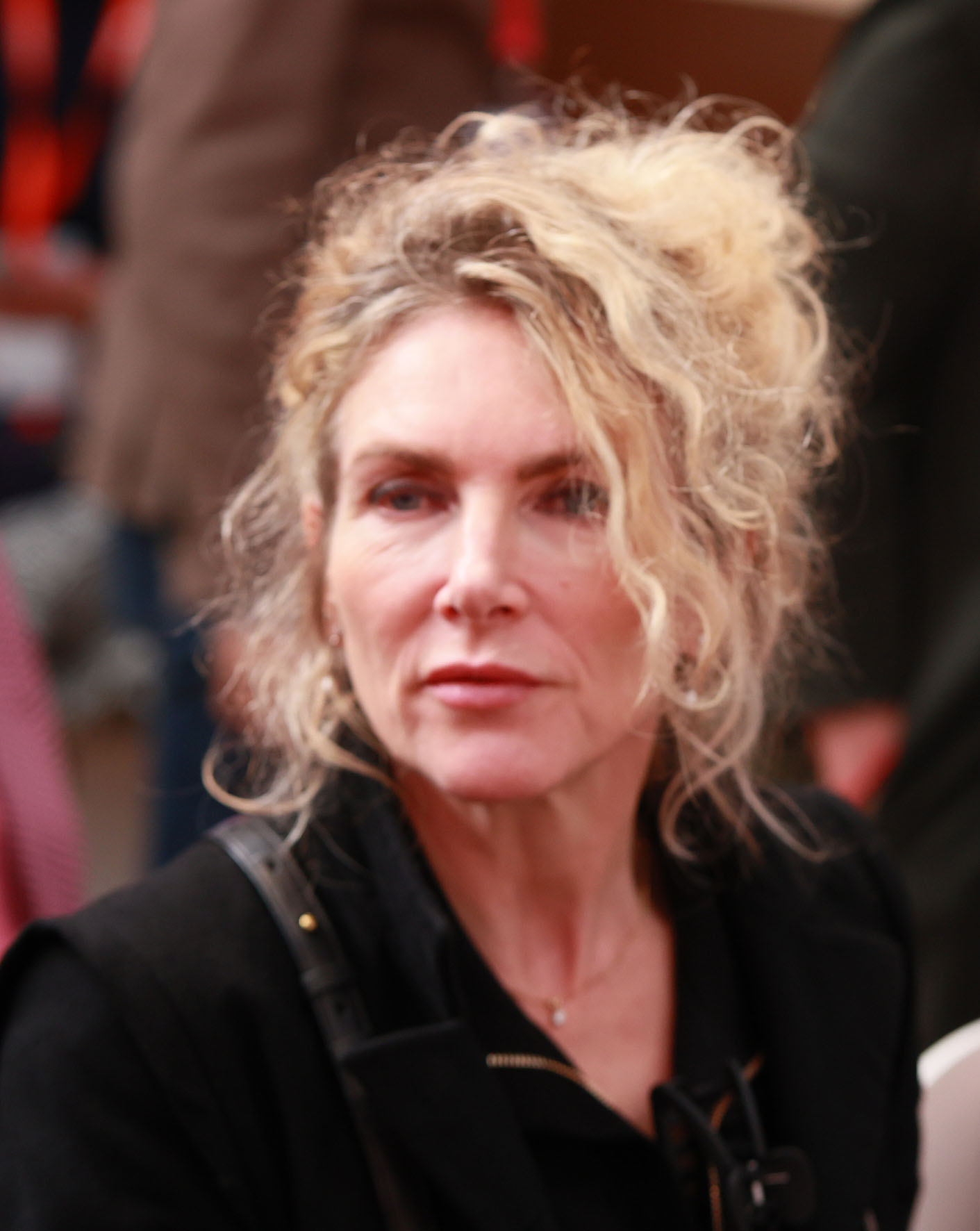
Jessica Durlacher (* 1961)

- Durlacher, Laurence (1904–1986), britischer Admiral, Fünfter Seelord
- Durlacher, Lindsey (1974–2011), US-amerikanischer Ringer
- Durlacher, Ludwig (1844–1924), deutscher Kraftsportler und Begründer des Bodybuildings
- Durlacher, Richard (* 1932), österreichischer Radrennfahrer
- Durlacher, Ruth, irische Tennisspielerin
- Durlak, Joseph A., US-amerikanischer Psychologe
- Dürler, David (* 2000), Schweizer Unihockeyspieler
- Dürler, Friedrich von (1804–1840), Schweizer Bergsteiger und Naturforscher
- Dürler, Johann Rudolf (1645–1712), Luzerner Tagsatzungsgesandter, Vogt und Schultheiss
- Dürler, Jost (1745–1802), Schweizer Offizier in fremden Diensten
- Durlet, Emmanuel (1893–1977), belgischer Pianist und Komponist
- Durlet, Frans-Andries (1816–1867), belgischer Architekt, Bildhauer und Grafiker
- Durliat, Marcel (1917–2006), französischer Kunsthistoriker
- Durling, Ulf (* 1940), schwedischer Schriftsteller, Arzt und Psychiater
- Durlovski, Ana (* 1978), mazedonische Opernsängerin (Koloratursopran)

### Durm
- Durm, Erik (* 1992), deutscher FußballspielerErik Durm (* 1992)

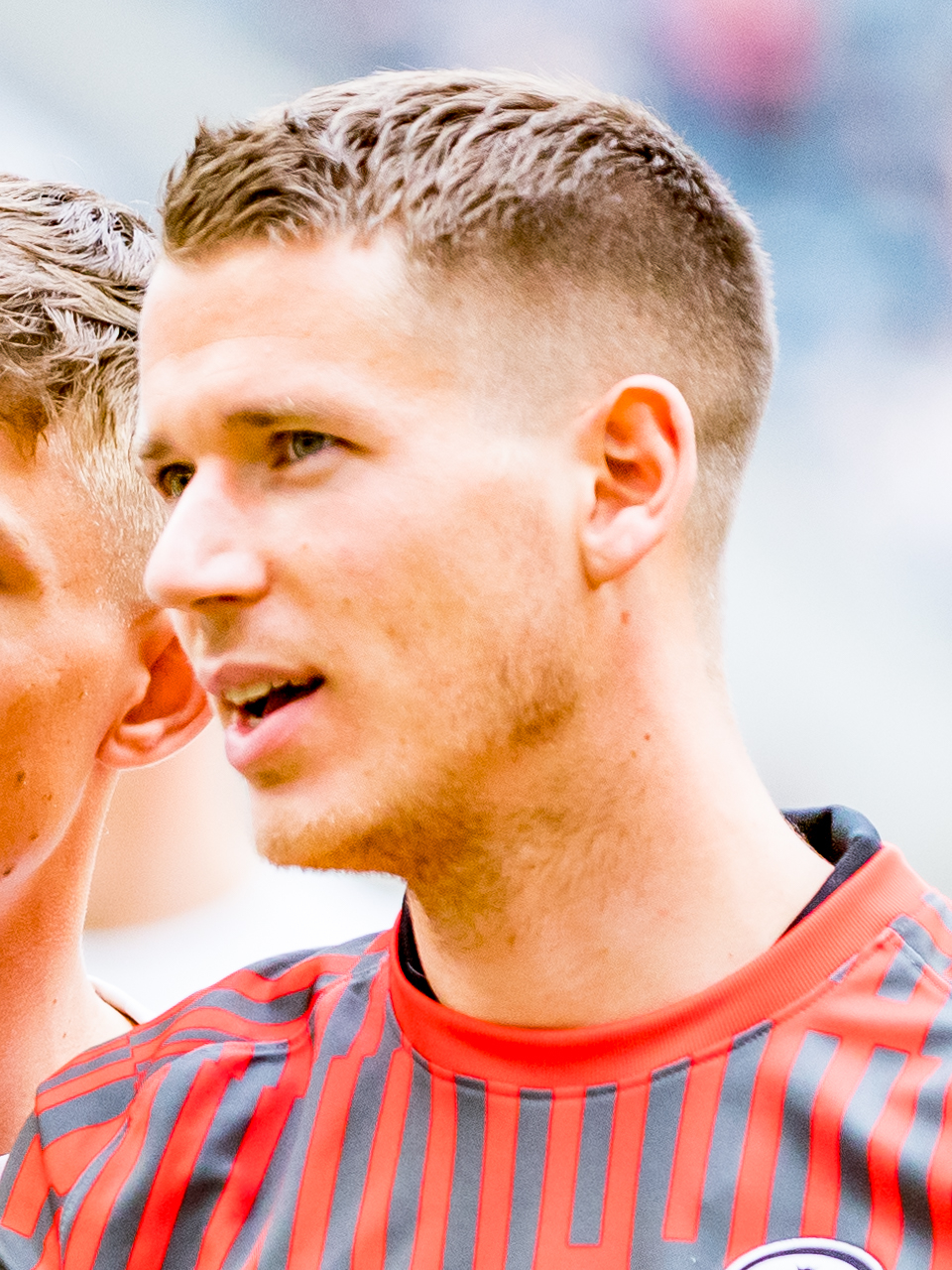
Erik Durm (* 1992)

- Durm, Josef (1837–1919), deutscher Architekt
- Durm, Leopold (1878–1918), deutscher Arzt und Kunstmaler
- Durm, Martin (* 1959), deutscher Radioreporter und Auslandskorrespondent
- Durm, Paul (1920–2015), deutscher Politiker (CDU), MdL
- Durmashkin, Wolf (1914–1944), estnischer Komponist, Dirigent und Pianist
- Dürmayer, Heinrich (1905–2000), österreichischer Rechtsanwalt, Polizist, Funktionär (KPÖ) und KZ-Häftling
- Durmaz, Abdülkerim (* 1960), türkischer Fußballspieler
- Durmaz, Barış (* 1981), türkischer Fußballspieler
- Durmaz, Betül (* 1968), deutsche Lehrerin und Buchautorin
- Durmaz, David (* 1981), schwedischer Fußballspieler
- Durmaz, Deniz (* 1992), türkische Schauspielerin
- Durmaz, Ercan (* 1965), deutscher SchauspielerErcan Durmaz (* 1965)

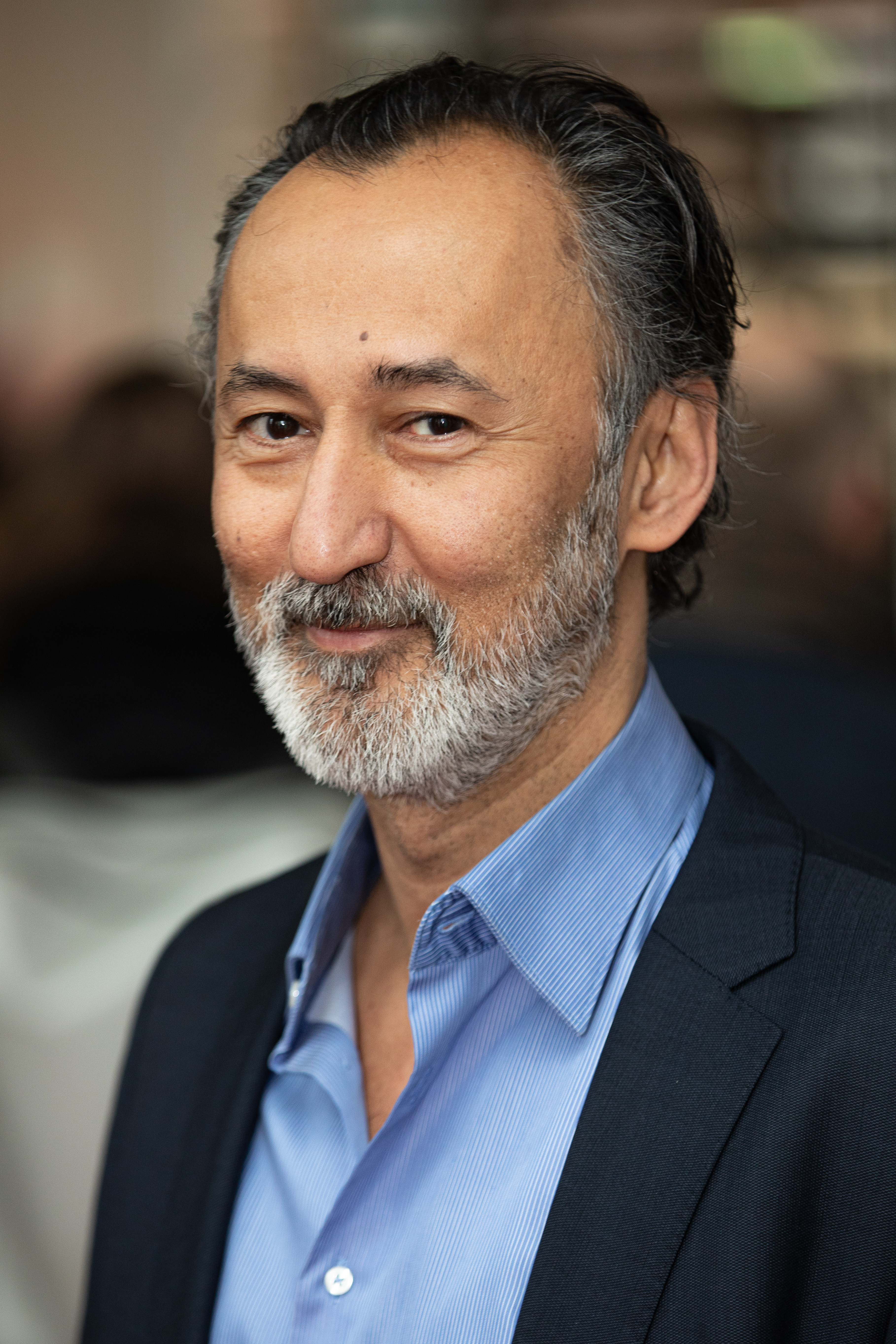
Ercan Durmaz (* 1965)

- Durmaz, Jimmy (* 1989), schwedisch-türkischer Fußballspieler
- Dürmeyer, Matthias (* 1990), deutscher Fußballspieler
- Durmic, Amer (* 1987), österreichischer Fußballspieler
- Durmisi, Riza (* 1994), dänisch-albanischer Fußballspieler
- Dürmüller, Jörg (* 1959), Schweizer Opernsänger (Tenor)
- Durmuş Pakkan, Gamze, türkische Fußballschiedsrichterin
- Durmuş, Ali Nail (* 1970), türkischer Fußballspieler und -trainer
- Durmuş, Ali Yağız (* 1996), türkischer Schauspieler
- Durmuş, Besim (* 1965), türkischer Fußballspieler und -trainer
- Durmuş, Gökhan (* 1987), türkischer Fußballspieler
- Durmuş, İlkay (* 1994), türkischer Fußballspieler
- Durmuş, Naşide Gözde (* 1985), türkische Genetikerin
- Durmuş, Osman (1947–2020), türkischer Mediziner und Politiker
- Durmuş, Sefa (* 1991), türkischer Fußballspieler
- Durmuş, Semih (* 1991), türkischer Fußballspieler
- Durmus, Serkan (* 1986), deutscher Schauspieler türkischer Herkunft
- Durmuş, Uğur (* 1988), türkischer Fußballspieler

### Durn
- Durnan, Bill (1916–1972), kanadischer Eishockeytorwart
- Durnan, Mark (* 1992), schottischer Fußballspieler
- Durnbaugh, Donald F. (1927–2005), US-amerikanischer Kirchenhistoriker der Church of the Brethren
- Dürnberger, Bernd (* 1953), deutscher Fußballspieler
- Dürnberger, Charlotte (* 1936), österreichische Malerin, Grafikerin und Beamtin
- Dürnberger, Johannes (1447–1510), österreichischer römisch-katholischer Ordenspriester, Propst von Stift Seckau
- Dürnberger, Toni (1932–1992), österreichischer Bergsteiger und ForschungsreisenderToni Dürnberger (1932–1992)

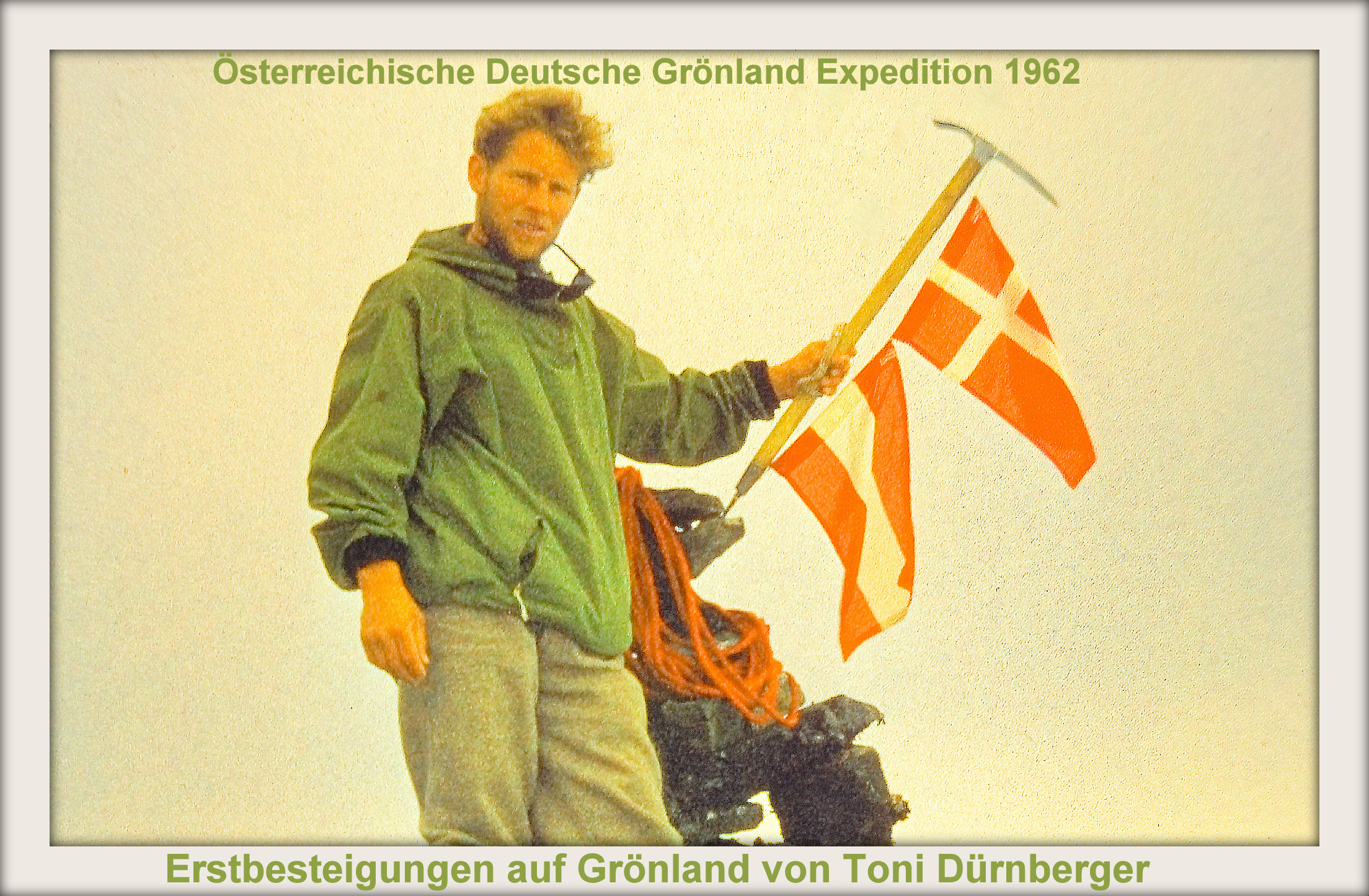
Toni Dürnberger (1932–1992)

- Dürnegger, Josef (1869–1952), deutscher Heimatforscher und katholischer Geistlicher
- Dürnegger, Markus, österreichischer Pokerspieler
- Durner, Wolfgang (* 1958), deutscher Geoökologe
- Durner, Wolfgang (* 1967), deutscher Rechtswissenschaftler und Hochschullehrer
- Durnerin, Thérèse (1847–1905), französische römisch-katholische Mystikerin und Gründerin der Société des Amis des Pauvres
- Durnes, Landri de, Bischof von Lausanne
- Durnford, Anthony (1830–1879), britischer Offizier und Kommandeur des "Natal Native Contingent" in der Schlacht bei Isandhlwana 1879
- Dürnhardt, Franz, Bürgermeister von Braunau am Inn
- Dürnhöfer, Kurt (1886–1958), deutscher Filmarchitekt
- Dürnhofer, Lorenz (1532–1594), deutscher evangelischer Theologe
- Durnin, Pat (* 1959), kanadische Eisschnellläuferin und Shorttrackerin
- Durning, Amy, US-amerikanische Filmproduzentin
- Durning, Charles (1923–2012), US-amerikanischer SchauspielerCharles Durning (1923–2012)

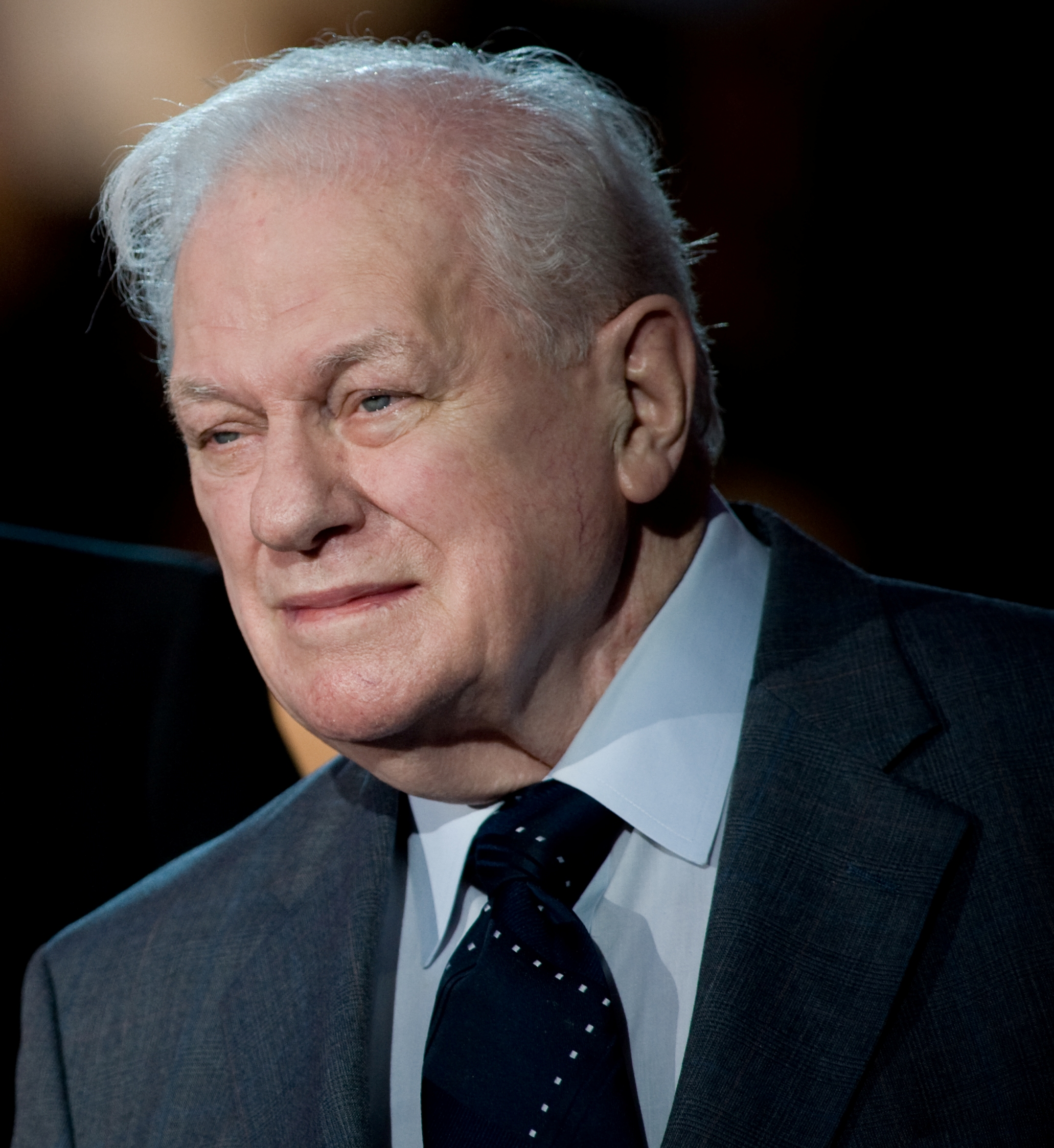
Charles Durning (1923–2012)

- Durning, Dennis Vincent (1923–2002), US-amerikanischer Geistlicher, Bischof von Arusha
- Dürninger, Abraham (1706–1773), deutscher Kaufmann, Diakon und Herrnhuter Bruder
- Durniok, Manfred (1934–2003), deutscher Filmproduzent und Regisseur
- Durno, Chris (* 1980), kanadischer Eishockeyspieler
- Durno, Edwin Russell (1899–1976), US-amerikanischer Politiker
- Durnowo, Lidija Alexandrowna (1885–1963), russisch-sowjetische Kunstwissenschaftlerin und Restauratorin
- Durnowo, Pjotr Nikolajewitsch († 1915), russischer Politiker, Innenminister des Russischen Reiches (1905–1906)
- Durnthaler, Reinhold (1942–2017), österreichischer Bobfahrer
- Durnwalder, Luis (* 1941), italienischer Politiker, ehemaliger Landeshauptmann von Südtirol
- Durnwalder, Meinhard (* 1976), italienischer Rechtsanwalt und Politiker (Südtirol)

### Duro
- Duro, Aldo (1916–2000), italienischer Romanist und Lexikograf
- Düro, Christof (* 1963), deutscher Theater- und Filmschauspieler
- Dúró, Dóra (* 1987), ungarische Politikerin (Unsere Heimat) und Abgeordnete im ungarischen Parlament
- Duro, José Antonio (1875–1899), portugiesischer Lyriker der Dekadenz
- Duro, Klodian (* 1977), albanischer Fußballspieler
- Duroc, Géraud Christophe Michel (1772–1813), französischer General, Großmarschall des PalastesGéraud Christophe Michel Duroc, duc de Frioul (1772–1813)

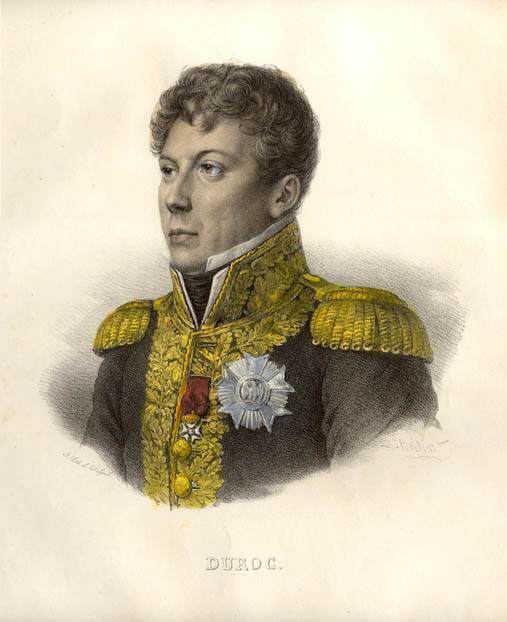
Géraud Christophe Michel Duroc, duc de Frioul (1772–1813)

- Durocher, Leo (1905–1991), US-amerikanischer Baseballspieler und -trainer
- Durocher, Léon (1862–1918), französischer Schriftsteller, Journalist und Barde
- Durocher, Marie Josefina Mathilde (1809–1893), französisch-brasilianische Hebamme und Ärztin
- Durocher, Nicholas, kanadischer Musiker, Sänger und Liedermacher
- Durocher, Paul-André (* 1954), kanadischer Geistlicher und römisch-katholischer Erzbischof von Gatineau
- Durock, Dick (1937–2009), US-amerikanischer Schauspieler und Stuntman
- Duroméa, André (1917–2011), französischer Résistancekämpfer, Mitglied der Nationalversammlung und Bürgermeister von Le Havre
- Duron, Jacques (1904–1974), französischer Dichter, Romanist und Musikschriftsteller
- Duron, Philippe (* 1947), französischer Politiker, Mitglied der Nationalversammlung
- Durón, Sebastián (1660–1716), spanischer Organist und Komponist
- Duronceray, Marie (1727–1772), Gattin von Charles Simon Favart
- Duronjić, Borko (* 1997), bosnisch-herzegowinisch-serbischer Fußballspieler
- Duros, Marie-Pierre (* 1967), französische Leichtathletin
- Duroselle, Jean-Baptiste (1917–1994), französischer Historiker
- Durosinmi, Adefolarin (* 1991), nigerianischer Fußballspieler
- Durosnel, Jean Auguste (1771–1849), französischer General der Kavallerie und Politiker
- Durot, Dominic (* 2001), Schweizer Unihockeyspieler
- Durot, Judith (* 1963), Schweizer Politikerin (Grüne)
- Đurović, Danijela (* 1973), montenegrinische Politikerin und Parlamentspräsidentin
- Đurović, Mateja (* 1984), serbischer Jurist
- Đurović, Mirčeta (1924–2011), jugoslawischer Ökonom und Politiker
- Đurović, Momir (* 1941), montenegrinischer Ingenieurwissenschaftler
- Đurović, Predrag (* 1962), serbischer Geograph und Geomorphologe
- Đurović, Tomaš (* 1994), montenegrinischer Kugelstoßer
- Durow, Anatoli Anatoljewitsch (1887–1928), russischer Tiertrainer
- Durow, Lew Konstantinowitsch (1931–2015), russischer Schauspieler und Theaterregisseur
- Durow, Nikolai Walerjewitsch (* 1980), russischer Mathematiker und Programmierer
- Durow, Pawel Walerjewitsch (* 1984), russischer UnternehmerPawel Walerjewitsch Durow (* 1984)

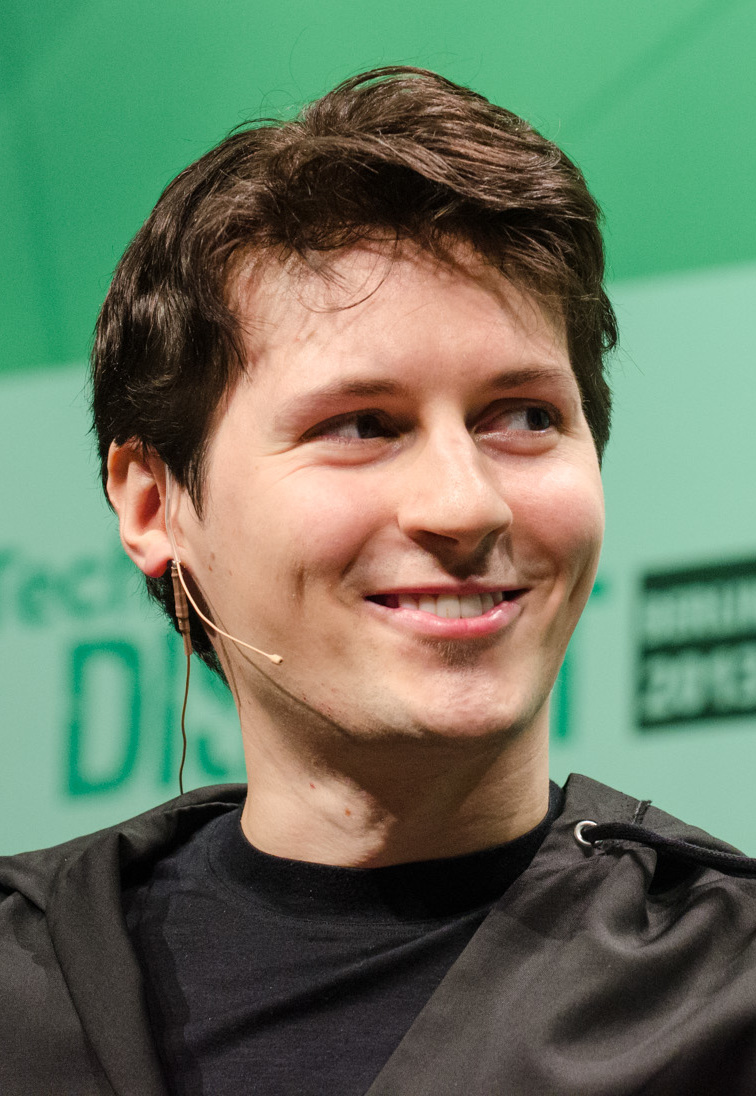
Pawel Walerjewitsch Durow (* 1984)

- Durowa, Nadeschda Andrejewna (1783–1866), russische Kavalleristin und Autorin
- Durowa, Natalja Jurjewna (1934–2007), sowjetische bzw. russische Artistin, Dompteurin und Schriftstellerin
- Duroy, George (* 1957), slowakischer Pornofilmproduzent
- Duroy, Lionel (* 1949), französischer Journalist und Schriftsteller

### Durp
- Dürpisch, Norbert (* 1952), deutscher Radrennfahrer

### Durq
- Durquetty, Maurice, französischer Pelotaspieler

### Durr
- Dürr, Adolf († 1945), deutscher Verwaltungs- und Ministerialbeamter sowie Verwaltungsrichter
- Dürr, Alexander (* 1971), deutscher Fußballspieler
- Dürr, Alexandra (* 1962), französische Genetikerin
- Dürr, Alfred (1879–1953), deutscher Jurist, Präsident des Oberlandesgerichts München
- Dürr, Alfred (1918–2011), deutscher Musikwissenschaftler und Bachforscher
- Dürr, Alphons (1828–1908), deutscher Kunstverleger, Verlagsbuchhändler und Leipziger Lokalpolitiker
- Dürr, Alphons (1855–1912), deutscher Kunsthistoriker und Verleger
- Dürr, Barbara (* 1963), Schweizer Politikerin (CVP) und Kantonsrat
- Dürr, Baschi (* 1977), Schweizer Politiker
- Dürr, Bernd (* 1944), deutscher Galerist
- Dürr, Christian (* 1977), deutscher Politiker (FDP), MdL, MdBChristian Dürr (* 1977)

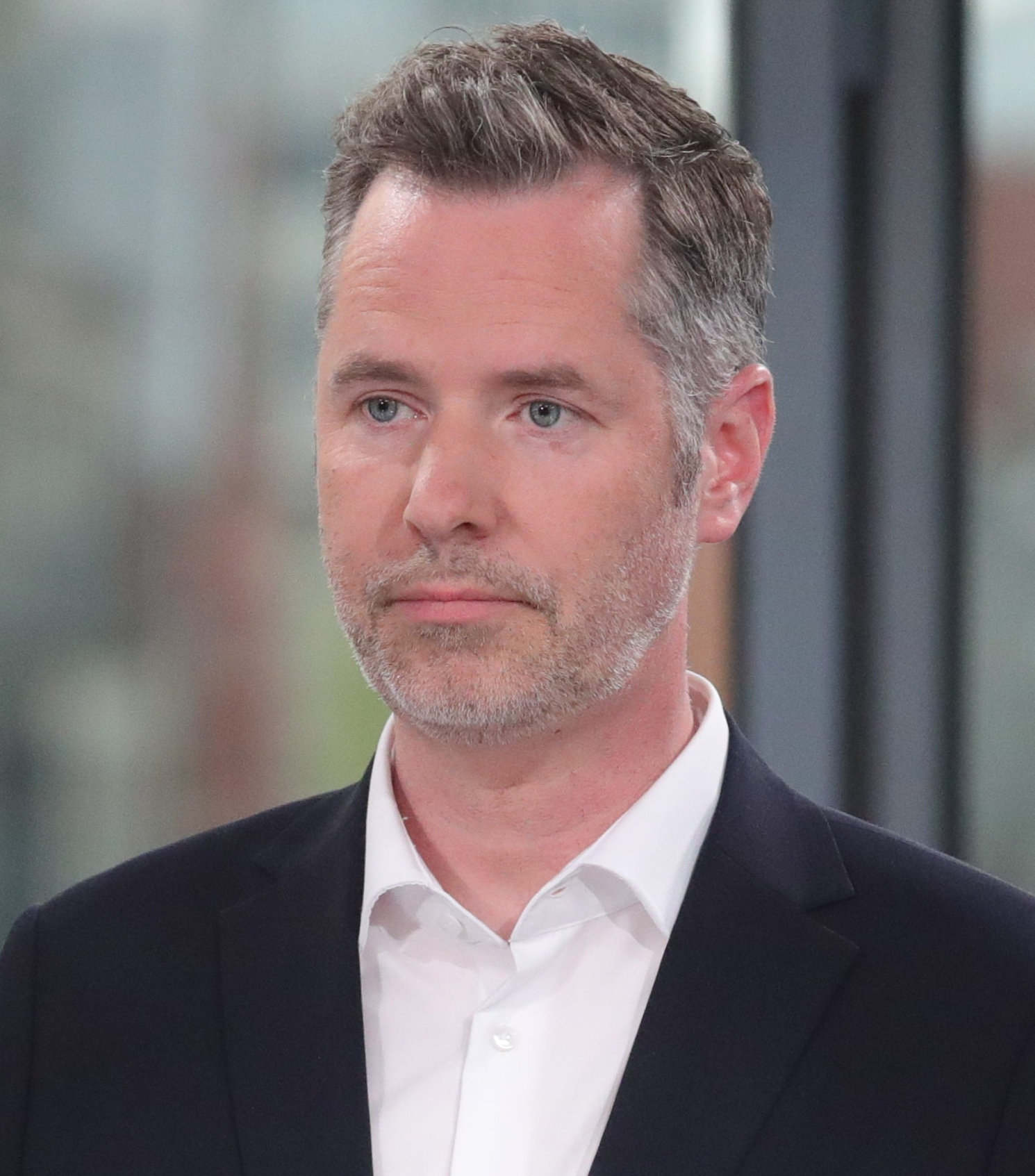
Christian Dürr (* 1977)

- Dürr, Conrad (1907–1999), deutscher Motorradrennfahrer
- Dürr, Dagobert (1897–1947), deutscher Journalist und politischer Funktionär (NSDAP)
- Dürr, Damasus († 1585), Siebenbürger Sachse und evangelischer Pfarrer
- Dürr, Detlef (1951–2021), deutscher Mathematiker und theoretischer Physiker
- Dürr, Else (1867–1944), deutsche Frauenrechtlerin, Verlegerin und Stifterin
- Dürr, Emil (1883–1934), Schweizer Historiker und Archivar
- Dürr, Ernst (1921–2002), österreichischer Politiker (SPÖ)
- Dürr, Ernst (1927–2012), deutscher Wirtschaftswissenschaftler und Hochschullehrer
- Dürr, Ernst Caspar, Medailleur in Dresden und Zerbst
- Dürr, Eveline (* 1962), deutsche Ethnologin und Hochschullehrerin
- Dürr, Françoise (* 1942), französische Tennisspielerin
- Dürr, Franz Anton (1699–1781), badischer Unternehmer, Gründer der Ortschaften Herrenwies (Forbach) und Hundsbach (Forbach)
- Dürr, Friedrich (1843–1926), deutscher Pädagoge und Geschichtsforscher
- Dürr, Friedrich (1904–1945), deutscher Widerstandskämpfer gegen den Nationalsozialismus
- Dürr, Georg Tobias († 1712), deutscher Mediziner, Stadtarzt in Augsburg und Mitglied der Gelehrtenakademie „Leopoldina“
- Dürr, Gustav (1853–1908), deutscher Unternehmer und Erfinder des Dürr-Kessels
- Dürr, Hans Roland (* 1964), deutscher Mediziner und Hochschullehrer
- Dürr, Hans-Peter (1929–2014), deutscher Physiker und EssayistHans-Peter Dürr (1929–2014)

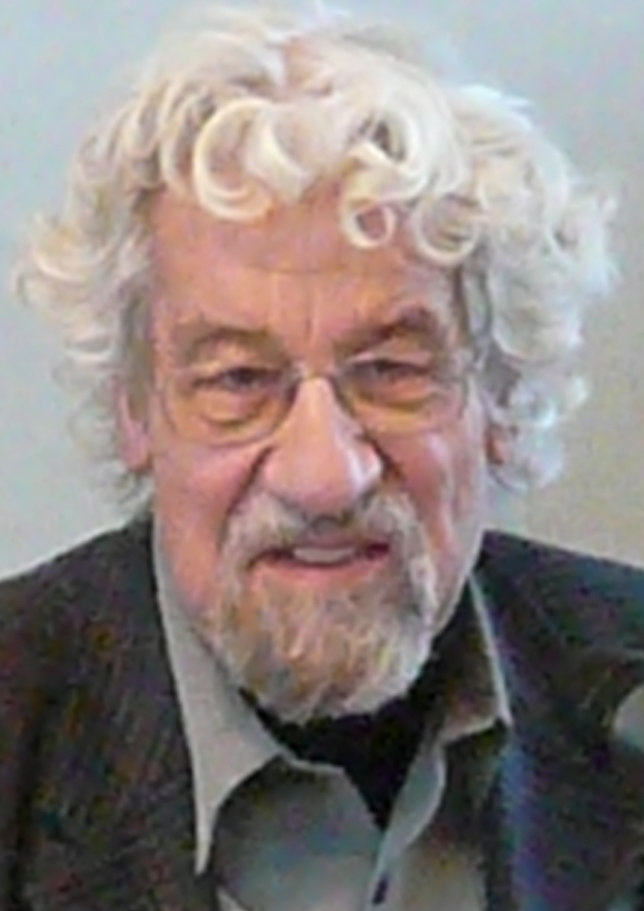
Hans-Peter Dürr (1929–2014)

- Dürr, Heiner (1940–2010), deutscher Geograph
- Dürr, Heinz (1933–2023), deutscher Unternehmer und Manager
- Dürr, Hermann (1925–2003), deutscher Jurist und Politiker (FDP/DVP, SPD), MdB
- Durr, Jason (* 1967), britischer Theater- und Filmschauspieler
- Dürr, Johann († 1663), deutscher Kupferstecher
- Dürr, Johann (1880–1952), deutscher Politiker (SPD)
- Dürr, Johann Conrad (1625–1677), deutscher lutherischer Theologe, Polyhistor und Hochschullehrer
- Dürr, Johannes (* 1987), österreichischer Skilangläufer
- Dürr, Julius (1856–1925), deutscher Altphilologe und Gymnasiallehrer
- Dürr, Karl (1854–1919), preußischer General der Infanterie, Generaladjutant des badischen Großherzogs Friedrich II.
- Dürr, Karl (1875–1928), Schweizer Gewerkschaftsführer, Politiker (SP)
- Dürr, Karl (1888–1970), Schweizer Philosoph
- Dürr, Karl-Friedrich (* 1949), deutscher Opern- und Liedsänger (Bassbariton)
- Dürr, Katharina (* 1989), deutsche Skirennläuferin
- Durr, Kent Diederich Skelton (* 1941), südafrikanischer Politiker und Botschafter
- Dürr, Klaus (1939–1997), deutscher Politiker (SPD), MdA
- Dürr, Klaus (1958–2020), deutscher Politiker (AfD), MdL
- Dürr, Kotaro (* 1985), deutscher Radio- und Fernsehmoderator und Journalist
- Dürr, Lena (* 1991), deutsche SkirennläuferinLena Dürr (* 1991)

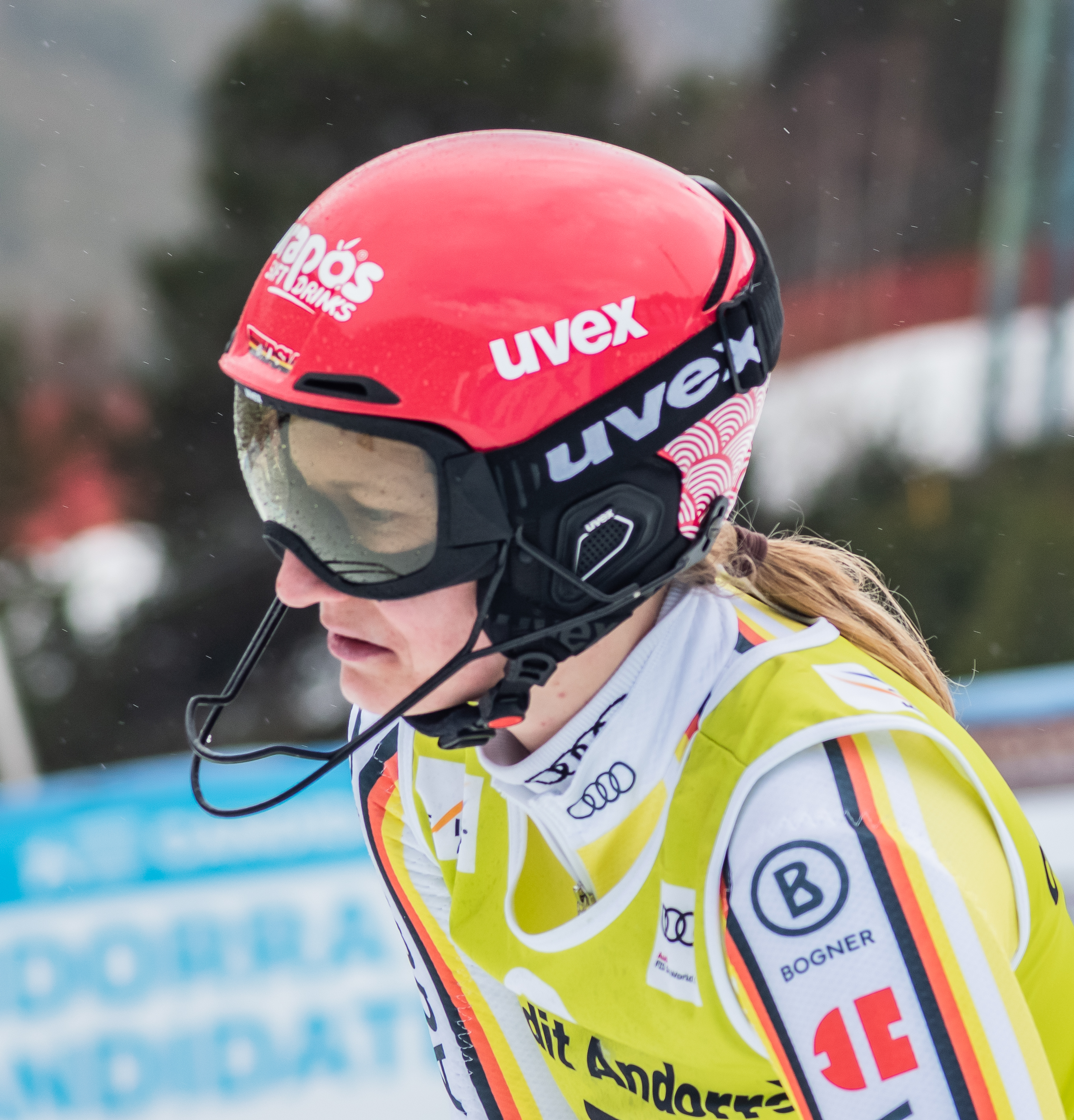
Lena Dürr (* 1991)

- Dürr, Lenka (* 1990), deutsche Volleyball-Nationalspielerin
- Dürr, Louis (1896–1972), Schweizer Maler
- Dürr, Ludwig (1822–1891), preußischer Generalmajor
- Dürr, Ludwig (1852–1934), deutscher Reichsgerichtsrat
- Dürr, Ludwig (1878–1956), deutscher Luftschiff-Konstrukteur
- Dürr, Maja (* 1963), deutsche Schauspielerin, Synchronsprecherin und Musikerin
- Dürr, Markus (* 1947), Schweizer Politiker (CVP)
- Durr, Marlese (* 1953), US-amerikanische Soziologin und Hochschullehrerin
- Dürr, Maximilian (* 1992), deutscher Eishockeytorwart
- Dürr, Oskar (1877–1959), Münchner Stadtkommandant
- Dürr, Otto (1929–2011), deutscher Mainzer Fastnachter
- Dürr, Patrick (* 1973), Schweizer Politiker (Die Mitte, vormals CVP)
- Dürr, Peter (* 1960), deutscher Skirennläufer
- Dürr, Philipp Paul Theodor (1793–1875), deutscher Mediziner
- Dürr, Renate (* 1961), deutsch-italienische Historikerin
- Dürr, Richard (1938–2014), Schweizer Fußballspieler
- Dürr, Sepp (1953–2023), deutscher Politiker (Grüne), MdL
- Dürr, Stefan (* 1964), deutsch-russischer Landwirt und Landmaschinenhändler
- Dürr, Stephen (* 1974), deutscher SchauspielerStephen Dürr (* 1974)

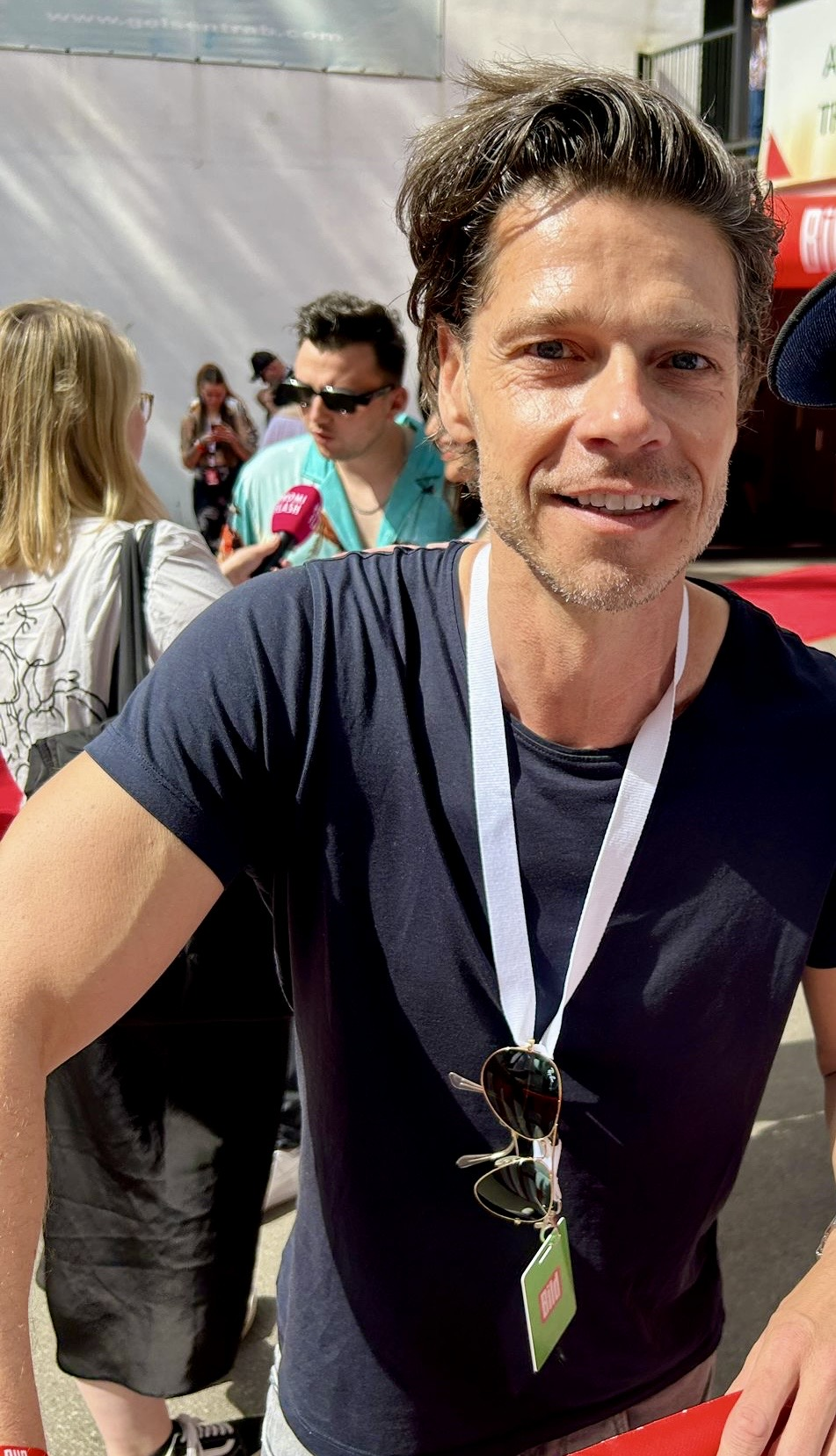
Stephen Dürr (* 1974)

- Dürr, Thomas (* 1978), liechtensteinischer Bobfahrer
- Dürr, Tobias (* 1965), deutscher Sozialwissenschaftler und Journalist
- Dürr, Tobias (* 1975), deutscher Schauspieler
- Dürr, Ulrich (* 1944), deutscher Jurist und Richter am Bundesfinanzhof
- Dürr, Walther (1932–2018), deutscher Musikwissenschaftler
- Dürr, Wilhelm der Ältere (1815–1890), deutscher Maler
- Dürr, Wilhelm der Jüngere (1857–1900), deutscher Maler, Zeichner und Hochschullehrer
- Dürr, Willy (1889–1975), deutscher Zeitungsredakteur und Politiker (DDP, DVP, FDP)
- Durra, Alfred (1884–1951), deutscher Schauspieler und Theaterregisseur
- Durra, Hermann (1871–1954), deutscher Komponist und Gesanglehrer
- Durran, Jacqueline, britische Kostümbildnerin
- Durrance, Richard (1914–2004), US-amerikanischer Skiläufer
- Durrance, Samuel T. (1943–2023), US-amerikanischer Astrophysiker
- Durrang, Joachim (1957–2025), deutscher Schriftsteller und Maler
- Durrani, Ahmad Schah († 1772), afghanischer Emir; erster Emir der Dynastie der Durrani (1747–1772)Ahmad Schah Durrani († 1772)

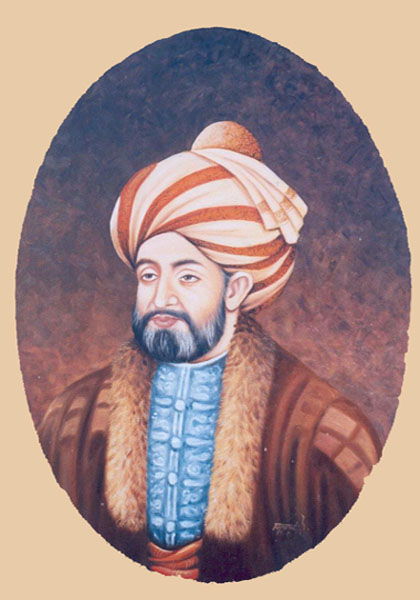
Ahmad Schah Durrani († 1772)

- Durrani, Ali Schah, afghanischer Emir
- Durrani, Ayub Schah, afghanischer Emir
- Durrani, Mahmud Schah († 1829), afghanischer Herrscher
- Durrani, Muhammad Asad (* 1941), pakistanischer Diplomat
- Durrani, Tehmina (* 1953), pakistanische Schriftstellerin
- Durrani, Timur Schah (1748–1793), paschtunischer König
- Durrans, Matthew (* 1998), kanadisch-englischer Fußballspieler
- Durrant, Glen (* 1970), englischer DartspielerGlen Durrant (* 1970)

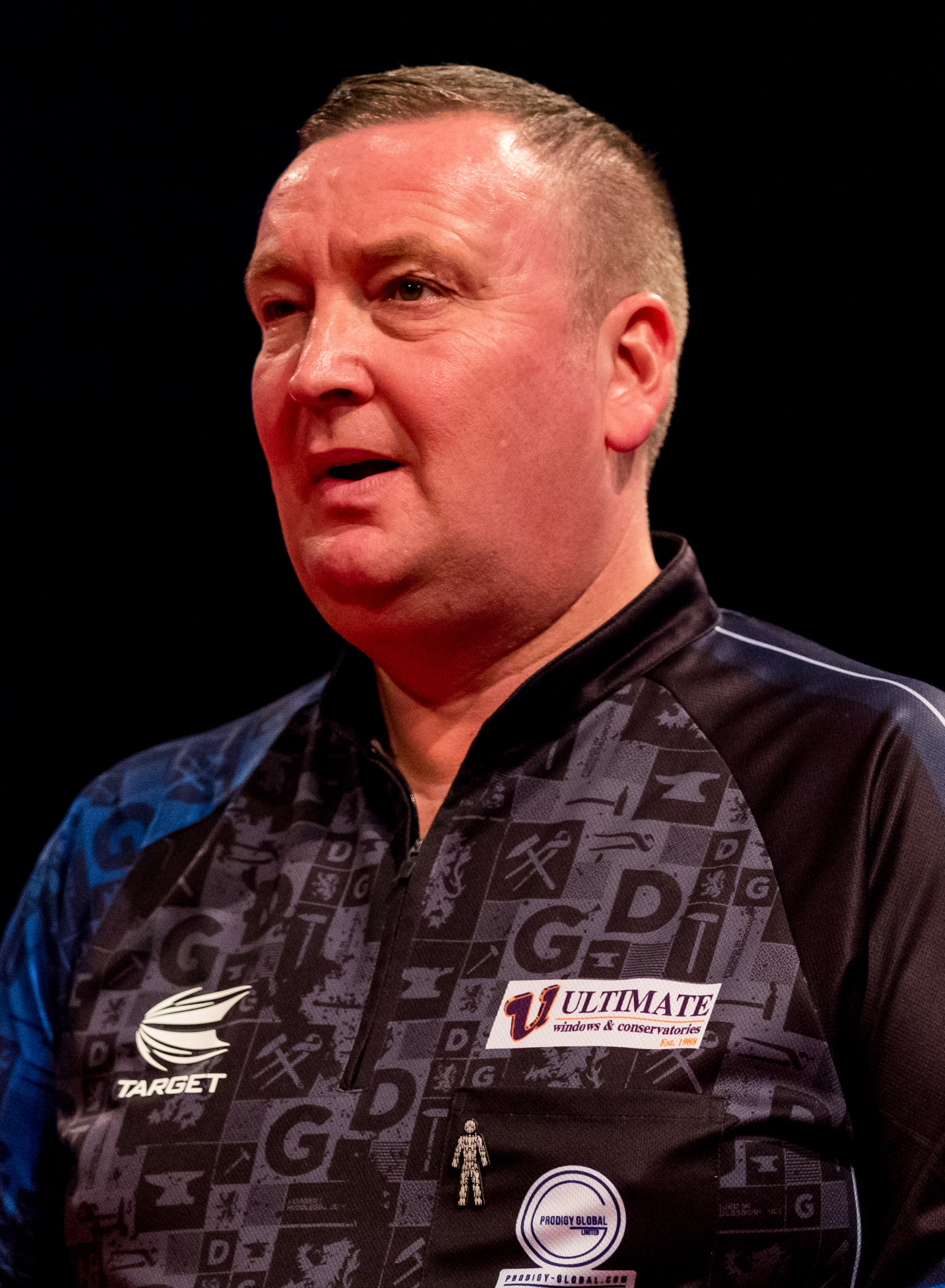
Glen Durrant (* 1970)

- Durrant, Michael (* 1934), britischer Philosoph
- Durrant, Mignonette Patricia (1943–2019), jamaikanische Diplomatin
- Durrant, Phil (* 1957), britischer Improvisationsmusiker
- Durrant, Sabine, britische Autorin und Journalistin
- Durrant, Stephen D. (1902–1975), US-amerikanischer Mammaloge und Pädagoge
- Dürrbaum, Gerda (1901–1996), russisch-deutsche Künstlerin
- Dürrbeck, Heinz (1912–2001), deutscher Gewerkschafter, Geschäftsführendes Vorstandsmitglied der IG Metall (1953–1977)
- Dürrbeck, Herta (1914–1995), deutsche Politikerin (KPD), MdL, Widerstandskämpferin
- Dürre, Eduard (1796–1879), deutscher Turner und Turnpädagoge
- Dürre, Ernst Friedrich (1834–1905), deutscher Hüttenkundler
- Dürre, Hermann (1819–1893), deutscher Historiker und Pädagoge
- Dürre, Konrad (1884–1940), deutscher Redakteur, Dramatiker, Germanist und Eugeniker
- Dürre, Sebastian (* 1977), deutscher Musiker und Songwriter
- Dürre, Stefan (* 1963), deutscher Bildhauer, Autor und Kunsthistoriker
- Durrell, Gerald (1925–1995), britischer Zoologe und Schriftsteller
- Durrell, Lawrence (1912–1990), britischer Schriftsteller und Diplomat
- Durrell, Martin (* 1943), britischer Sprachwissenschaftler
- Dürrenberger, Erica Maria (1908–1986), Schweizer Schriftstellerin und Lyrikerin
- Dürrenberger, Fritz (1869–1945), Schweizer Küfer und Landschaftspanorama-Zeichner
- Dürrenmatt, Friedrich (1921–1990), Schweizer Schriftsteller, Dramatiker und MalerFriedrich Dürrenmatt (1921–1990)

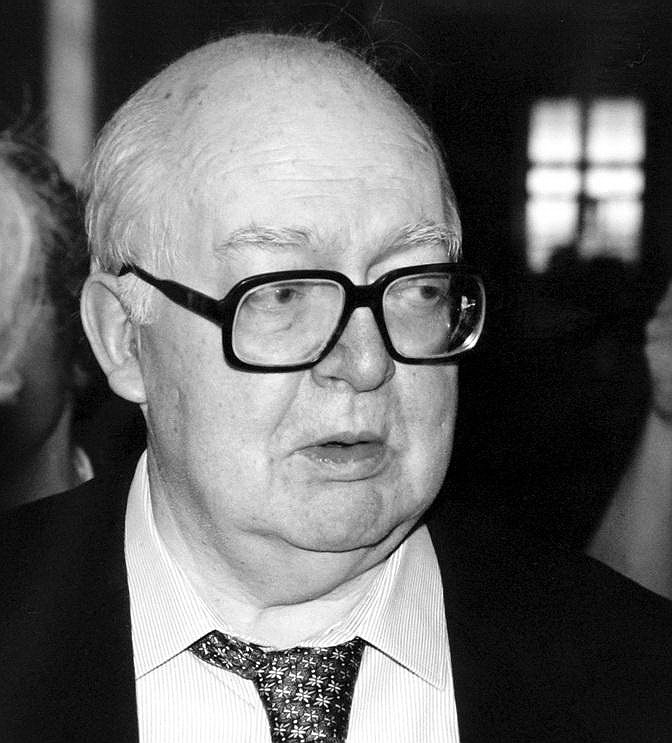
Friedrich Dürrenmatt (1921–1990)

- Dürrenmatt, Hans-Rudolf (1936–2023), Schweizer Musikwissenschaftler und Hochschullehrer
- Dürrenmatt, Hugo (1876–1957), Schweizer Jurist und Politiker
- Dürrenmatt, Peter (1904–1989), Schweizer konservativer Historiker, Publizist und Politiker
- Dürrenmatt, Ulrich (1849–1908), schweizerischer konservativer Journalist und Politiker
- Durrens, Claude (1921–2002), französischer Briefmarkenkünstler (Graveur und Entwerfer)
- Durrer, Adalbert (1950–2008), Schweizer Politiker (CVP)
- Durrer, Adolf (1849–1909), Schweizer Politiker
- Durrer, Adrian (* 2001), Schweizer Fussballspieler
- Durrer, Delia (* 2002), Schweizer Skirennläuferin
- Durrer, Franz (1790–1857), Schweizer Politiker
- Durrer, Hans (* 1953), Schweizer Autor
- Durrer, Josef (1841–1919), Schweizer Ingenieur und Politiker
- Durrer, Michael (* 1984), Schweizer Politiker (GP)
- Durrer, Robert (1836–1889), Schweizer Jurist und Politiker
- Durrer, Robert (1867–1934), Schweizer Historiker, Kunsthistoriker und Archivar
- Durrer, Robert (1890–1978), Schweizer Metallurg
- Durrer, Sylvie (* 1960), Schweizer Sprachwissenschaftlerin, Direktorin des EBG
- Durrer, Zeno (1884–1967), Schweizer Unternehmer
- Durrer-Knobel, Regina (* 1971), Schweizer Politikerin (Die Mitte) und Nationalrätin
- Durrett, Richard (* 1951), US-amerikanischer Mathematiker
- Dürrfeld, Ernst (1898–1945), deutscher Politiker (NSDAP), MdR
- Dürrfeld, Richard (1914–2002), deutscher Jurist und Verbandsfunktionär
- Dürrfeld, Walter (1899–1967), deutscher Ingenieur und Betriebsführer des Buna-Werks bei KZ Auschwitz III MonowitzWalter Dürrfeld (1899–1967)

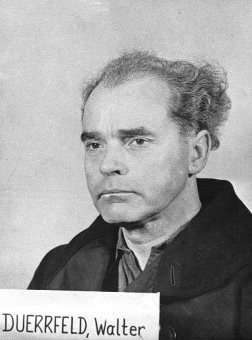
Walter Dürrfeld (1899–1967)

- Durrheimer, Émile (1909–1994), elsässischer römisch-katholischer Geistlicher, Bischof von Katiola
- Durrieu, Antoine Simon (1775–1862), französischer Politiker und General
- Durrieu, Paul (1855–1925), französischer Historiker und Kunsthistoriker
- Durrieu, Sofía (* 1980), Künstlerin
- Dürrigl, Theodor (1926–2022), jugoslawischer Rheumatologe
- Dürrin, Anna, deutsche Angeklagte in einem Hexenprozess (1594)
- Durrin, Ginny, US-amerikanische Filmproduzentin, Regisseurin
- Durringer, Xavier (* 1963), französischer Dramatiker, Drehbuchautor und Filmregisseur
- Durrio de Madrón, Francisco (1868–1940), spanischer Bildhauer, Keramiker und Goldschmied
- Dürrleder, Werner (1934–2011), deutscher Fußballspieler
- Dürrmeier, Hans (1899–1977), erster Generaldirektor des Süddeutschen Verlages
- Dürrnberger, Adolf (1838–1896), österreichischer Politiker
- Dürrnberger, Paula (1854–1915), österreichische Pianistin und Klavierpädagogin
- Dürrner, Johannes (1810–1859), deutscher Komponist und Musikdirektor
- Dürrschmidt, Franz (* 1947), deutscher Fußballspieler und -trainer
- Dürrschmidt, Georg (* 1958), deutscher Kommunalpolitiker der CDU
- Dürrschmidt, Heinrich (1819–1899), deutscher Reichsgerichtsrat
- Dürrschmidt, Jürgen (* 1954), deutscher Politiker (PDS), MdL
- Dürrschnabel, Malte (* 1982), deutscher Jazzmusiker
- Dürrschnabel, Willi (1945–2014), deutscher Fußballspieler
- Dürrson, Werner (1932–2008), deutscher Schriftsteller
- Dürrstein, Hubert (* 1955), deutscher Forstwissenschaftler
- Dürrstein, Johannes (1845–1901), deutscher Unternehmer
- Dürrüşehvar Sultan (1914–2006), Tochter von Abdulmecid II.Dürrüşehvar Sultan (1914–2006)

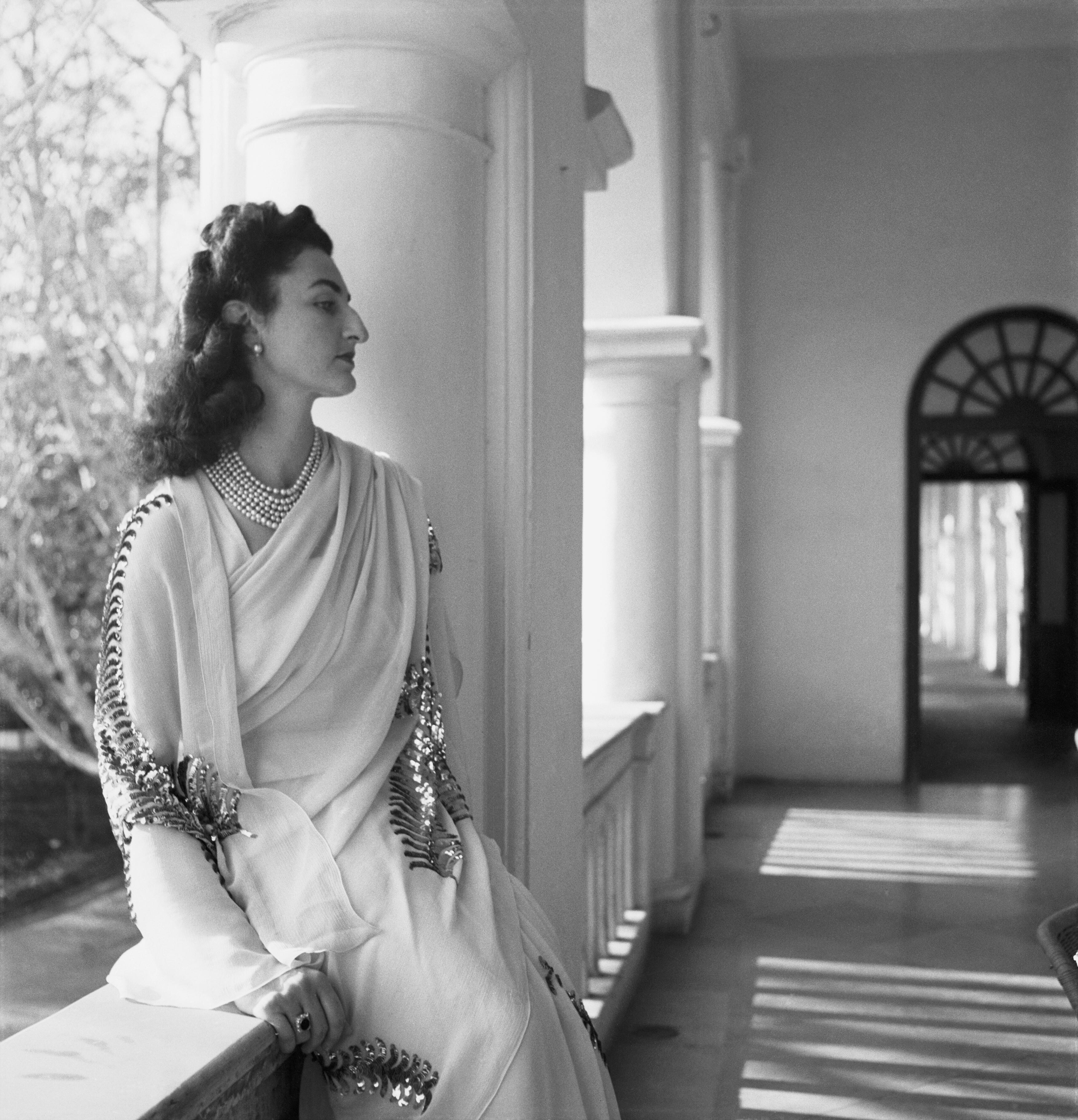
Dürrüşehvar Sultan (1914–2006)

- Durruti, Buenaventura (1896–1936), spanischer Syndikalist und anarchistischer Revolutionär
- Dürrwaechter, Ludwig (1897–1964), deutscher Tierzuchtwissenschaftler und Landwirt
- Dürrwang, Rudolf (1883–1936), Schweizer Maler, Lithograf und Grafiker
- Durry, Josef (1881–1970), österreichischer Politiker (ÖVP), Mitglied des Bundesrates
- Durry, Marcel (1895–1978), französischer Klassischer Philologe

### Durs
- Dursch, Georg Martin (1800–1881), deutscher Pädagoge, katholischer Theologe, Indologe und Kunstsammler sowie Schriftsteller
- Dürsch, Michael (* 1957), deutscher Ruderer
- Dürscheid, Christa (* 1959), deutsche Linguistin
- Dürschmied, Daniel (* 1976), deutscher Mediziner und Hochschullehrer
- Durschmied, Erik (* 1930), österreichischer Kriegsberichterstatter und Schriftsteller
- d’Ursel, Anne Charlotte (* 1967), belgische Politikerin
- D’Ursel, Joseph (1848–1903), belgischer Politiker und Senatspräsident
- d’Ursel, Léon Léopold (1867–1934), belgischer Botschafter
- d’Ursel, Philippe (1920–2017), belgischer Skirennläufer
- Dürselen, Carlo (1926–2006), deutscher Bildhauer
- D’Urso, Giuseppe (* 1969), italienischer Mittelstreckenläufer
- Durspekt, Karl (1913–1978), österreichischer Fußballspieler
- Dürst Benedetti, Marianne (* 1961), Schweizer Politikerin und Richterin, Landammann
- Durst, Andreas (* 1966), deutscher Heeresoffizier und Brigadegeneral
- Dürst, Arthur (1926–2000), Schweizer Geograph und Kartenhistoriker
- Durst, Bernhard (1882–1966), deutscher Ordensgeistlicher, Abt von Neresheim
- Durst, Dieter (* 1946), deutscher Radsportler
- Durst, Fred (* 1970), US-amerikanischer SängerFred Durst (* 1970)

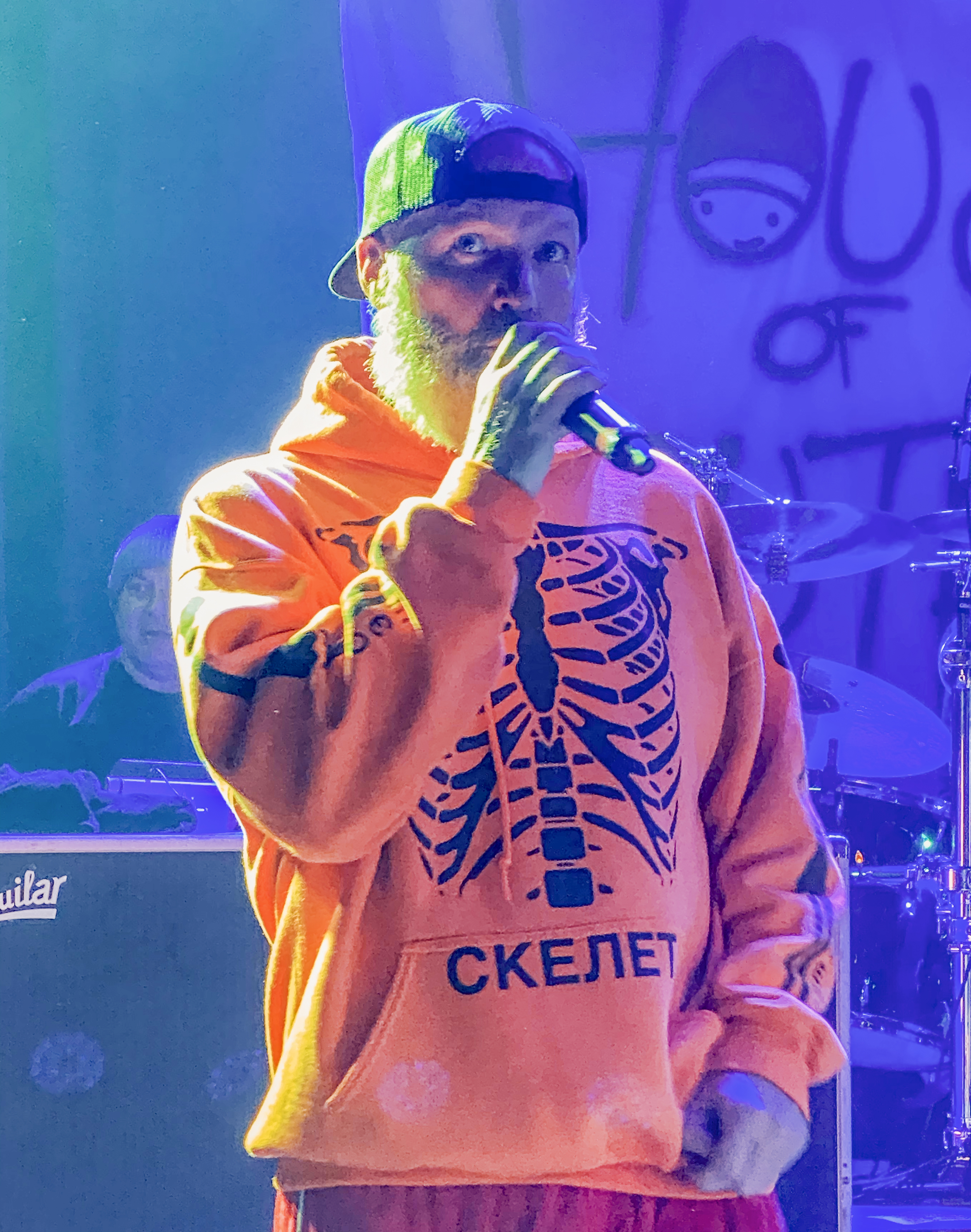
Fred Durst (* 1970)

- Dürst, Hans (1921–2001), Schweizer Eishockeyspieler
- Durst, Hans-Peter (* 1958), deutscher Radsportler
- Durst, Hermann (1905–1957), deutscher Politiker (CDU)
- Dürst, Jenny (* 1999), Schweizer Tennisspielerin
- Durst, Karl (1892–1949), deutscher Jurist und Ministerialbeamter
- Dürst, Markus (* 1982), Schweizer Musiker
- Dürst, Melchior (1886–1950), Schweizer Lehrer, Theatergründer, Regisseur und Autor von Dialektschauspielen.
- Durst, Michael (* 1953), deutscher Kirchenhistoriker und Patrologe
- Dürst, Peter (* 1936), deutscher Requisiteur in Film und Fernsehen
- Durst, Robert (1943–2022), amerikanischer Immobilienerbe
- Durst, Sigmund (1904–1974), deutscher Sportjournalist
- Dürst, Thomas (* 1967), deutscher Radsportler
- Dürst, Walter (1927–2016), Schweizer Eishockeyspieler
- Durst-Benning, Petra (* 1965), deutsche Schriftstellerin
- Durstewitz, Christian (* 1989), deutscher SängerChristian Durstewitz (* 1989)

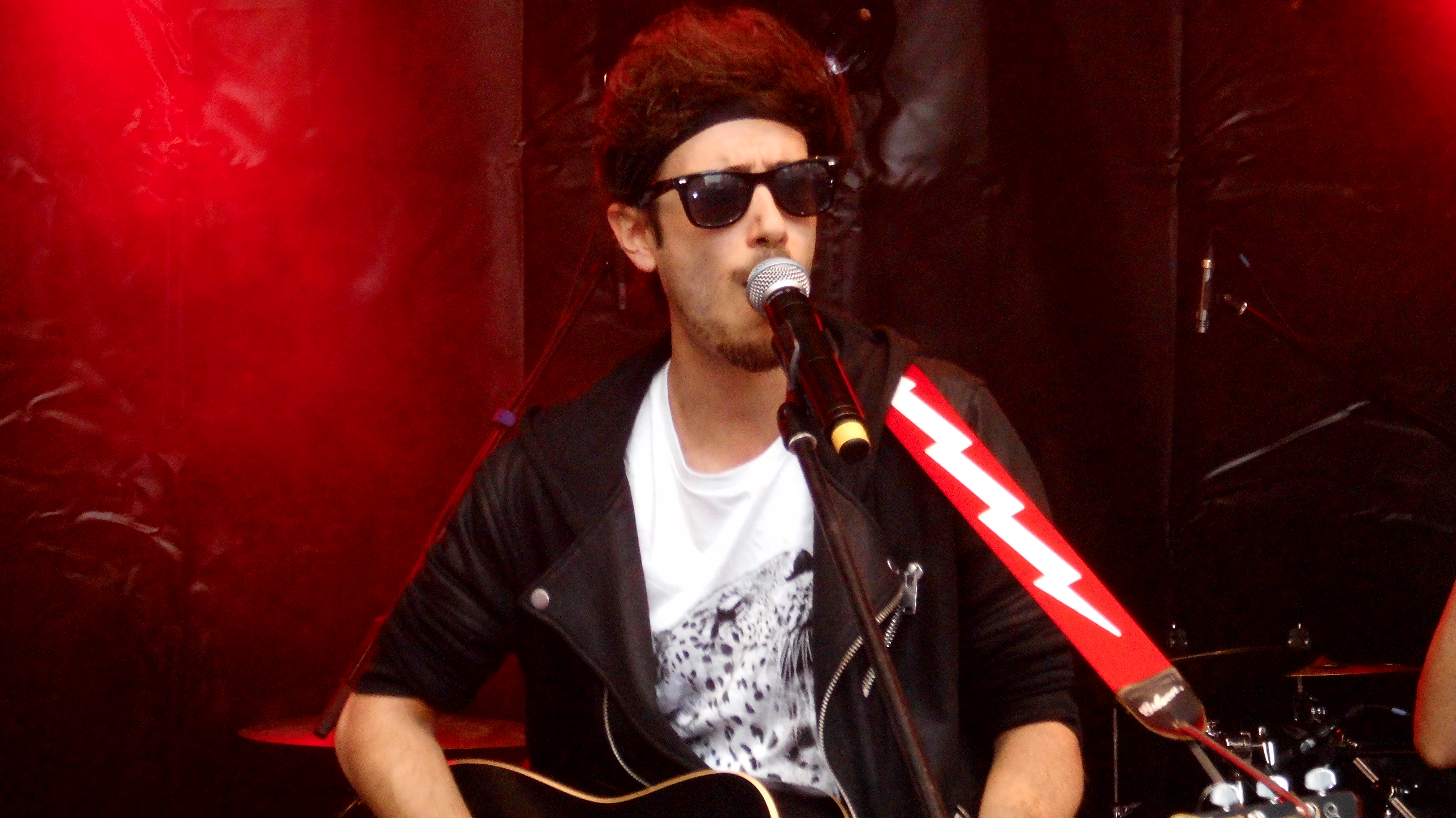
Christian Durstewitz (* 1989)

- Durstewitz, Claus, deutsch-österreichischer Opern- und Konzertsänger
- Durstewitz, Ebba (* 1971), deutsche Musikerin, Sängerin und Galeristin
- Durstewitz, Heinz-Josef (* 1945), deutscher Geistlicher, Vertreter der katholischen Oppositionsbewegung in der DDR
- Durstewitz, Jakobus (* 1969), deutscher Musiker, Sänger und Kunstmaler
- Durstewitz, Josef (1928–1972), deutscher Verwaltungsjurist und Staatssekretär
- Dursun, Abdurrahim (* 1998), türkischer Fußballspieler
- Dursun, Ahmet (* 1978), türkischer Fußballspieler
- Dursun, Can (* 1992), dänischer Fußballspieler
- Dursun, Davut (* 1953), türkischer Wissenschaftler und Beamter
- Dursun, Furkan (* 2005), österreichischer Fußballspieler
- Dursun, Hamza (* 1994), türkischer Skilangläufer
- Dursun, Salih (* 1991), türkischer Fußballspieler
- Dursun, Sedat (* 1997), türkischer Fußballspieler
- Dursun, Serdar (* 1991), türkisch-deutscher FußballspielerSerdar Dursun (* 1991)

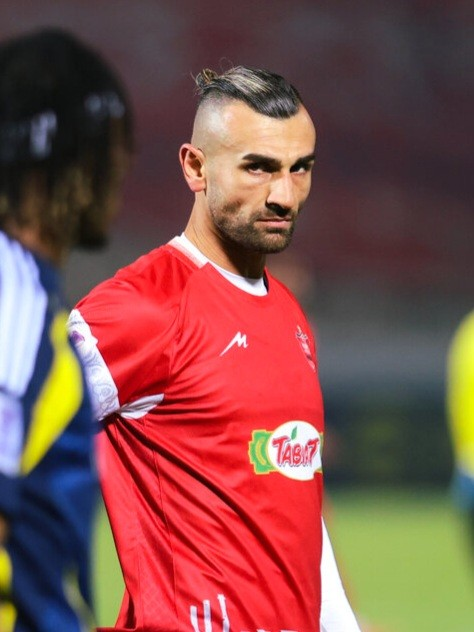
Serdar Dursun (* 1991)

- Dursun, Turan (1934–1990), türkischer Religionskritiker und Bürgerrechtler
- Dursy, Emil (1828–1878), deutscher Mediziner und Zoologe

### Durt
- Durtain, Luc (1881–1959), französischer Schriftsteller
- Durth, Karl-Rüdiger (1941–2021), deutscher Theologe und Journalist
- Durth, Walter (1935–2017), deutscher Verkehrsingenieur und Hochschullehrer
- Durth, Werner (* 1949), deutscher Architekt, Soziologe, Architekturhistoriker und Hochschullehrer
- Durtschi, Maxwell (* 1991), US-amerikanischer Straßenradrennfahrer, Biathlet und Skilangläufer
- Durtuluk, Hasan (* 1989), türkischer Fußballspieler
- Dürtzant, Hermann, deutscher Schöffe und Bürgermeister der Freien Reichsstadt Aachen

### Duru
- Duru, Declan (* 2007), deutscher Basketballspieler
- Duru, Nükhet (* 1954), türkische Popmusikerin und Schauspielerin
- Duru, Sezer (* 1942), türkische Übersetzerin
- Duruel, Nursel (* 1941), türkische Journalistin und Autorin
- Duruer, Murat (* 1988), türkischer Fußballspieler
- Duruflé, Marie-Madeleine (1921–1999), französische Organistin
- Duruflé, Maurice (1902–1986), französischer KomponistMaurice Duruflé (1902–1986)

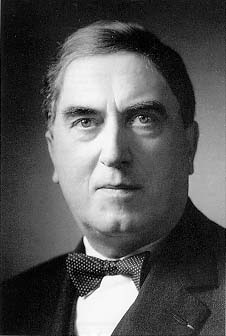
Maurice Duruflé (1902–1986)

- Durugönül, Serra (* 1962), türkische Klassische Archäologin
- Durussel, André (* 1938), Schweizer Schriftsteller
- Durutte, Camille (1803–1881), französischer Musiktheoretiker und Komponist
- Durutte, Joseph François (1767–1827), Graf und französischer General
- Duruy, Charles (1908–1977), französischer Autorennfahrer
- Duruy, Victor (1811–1894), französischer Historiker und Bildungspolitiker
- Duruz, Grégory (* 1977), Schweizer Fußballspieler
- Duruz, Yvone (1926–2007), Schweizer Künstlerin

### Durv
- Durval (* 1980), brasilianischer Fußballspieler
- Durval, Jean-Gilbert, französischer Dramatiker
- Durvasula, Ramani (* 1965), US-amerikanische klinische Psychologin und Autorin
- Durviaux, Ann Lawrence (1968–2021), belgische Juristin, Hochschullehrerin an der Université de Liège und Rechtsanwältin
- Durville, Hector (1849–1923), französischer Okkultist und Autor

### Durw
- Dürwald, Wolfgang (1924–2014), deutscher Arzt, Gerichtsmediziner und Hochschullehrer
- Durwen, Herbert F. (* 1954), deutscher Neurologe, Geriater und Psychotherapeut

### Dury
- Dury, Andreas (* 1961), deutscher Schriftsteller
- Dury, Baxter (* 1971), britischer Musiker
- Dury, Ian (1942–2000), englischer Musiker, Songwriter und Schauspieler
- Dury, John (1596–1680), schottischer presbyterianischer Theologe
- Dury, Laurent (* 1967), französischer Komponist
- Dury, Nina (* 2004), französische Handballspielerin
- Dury, Walter (* 1944), deutscher Richter, Sportrechtler
- Durych, Jaroslav (1886–1962), tschechischer Prosaist, Dichter, Dramatiker, Publizist, römisch-katholischer Theologe und Militärarzt
- Duryea, Dan (1907–1968), US-amerikanischer Schauspieler
- Duryn, Hendrik (* 1967), deutscher Schauspieler, Synchronsprecher, Sänger, Stuntman und AutorHendrik Duryn (* 1967)

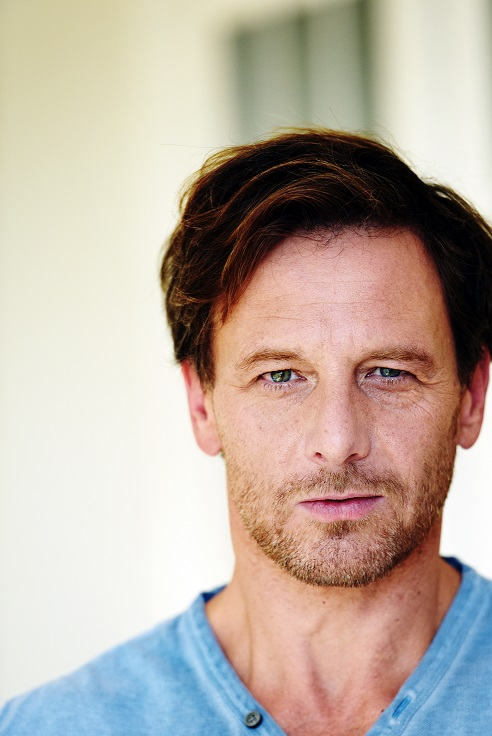
Hendrik Duryn (* 1967)

### Durz
- Durz, Hansjörg (* 1971), deutscher Politiker (CSU), MdB
- Durzak, Manfred (* 1938), deutscher Germanist und Literaturwissenschaftler